# Vila Velha
Vila Velha é um município brasileiro localizado no litoral do estado do Espírito Santo, na Região Sudeste do país. Pertence à Região Metropolitana da Grande Vitória e ocupa uma área de 210 km², sendo que cerca de 60 km² estão em perímetro urbano. Sua população foi estimada pelo IBGE em 502 899 habitantes em 2024, o que faz do município o segundo mais populoso do Espírito Santo, atrás apenas da Serra.
O município foi fundado em 23 de maio de 1535 pelo português Vasco Fernandes Coutinho, donatário da Capitania do Espírito Santo, e foi sede desta até 1549, quando a capital foi transferida para Vitória. Figura-se então como a cidade mais antiga do estado, possuindo várias construções históricas, como a Igreja de Nossa Senhora do Rosário, o Forte de São Francisco Xavier de Piratininga, o Farol de Santa Luzia e o Convento da Penha, sendo este último um dos principais pontos turísticos do Espírito Santo, construído entre os séculos XVI e XVII e tombado como patrimônio histórico cultural pelo Instituto do Patrimônio Histórico e Artístico Nacional em 1943.
Atualmente, tem um grande porte industrial, e é o segundo maior centro comercial do estado, depois da capital, Vitória. Possui 32 quilômetros de litoral, sendo praticamente todo recortado por praias, as quais constituem importantes ícones turísticos e paisagísticos, como a Praia da Costa, de Itapoã e de Itaparica. Anualmente, também realizam-se diversos eventos que fortalecem ainda mais a presença de turistas, como a Festa da Penha, em homenagem a Nossa Senhora da Penha, considerado o terceiro maior evento religioso do Brasil; o Festival do Chocolate, em que a Chocolates Garoto, uma das maiores e mais antigas indústrias de Vila Velha, expõe seus trabalhos; além do Jesus Vida Verão.

## História

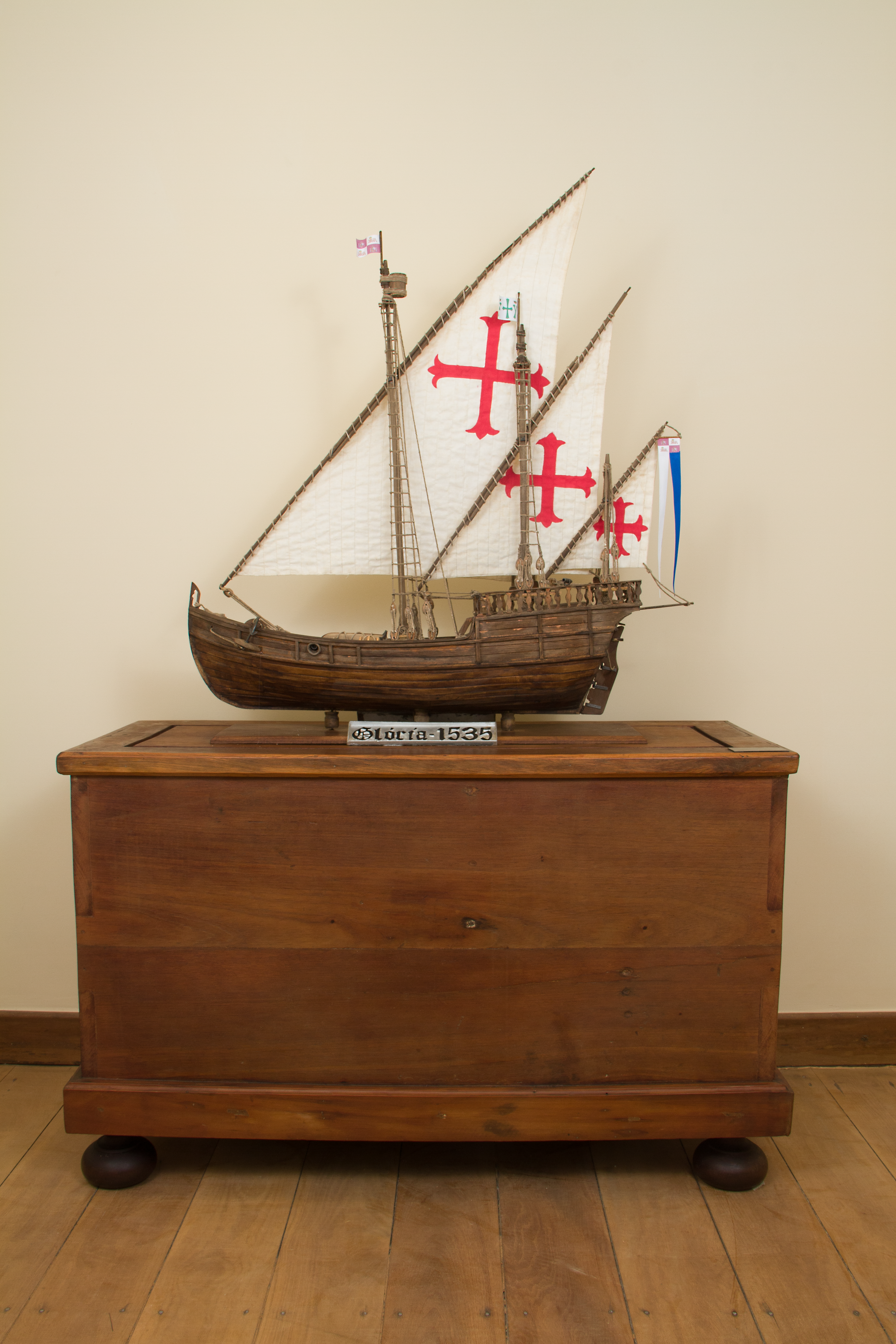
Maquete em madeira da Caravela Glória, se encontra na Casa da Memória de Vila Velha

No século XVI, quando os primeiros colonizadores portugueses chegaram à região da atual Vila Velha, a mesma era disputada por três grupos indígenas diferentes: os goitacás (procedentes do sul), os aimorés (procedentes do interior) e os tupiniquins (procedentes do norte). O donatário português da capitania do Espírito Santo, Vasco Fernandes Coutinho, chegou na atual Prainha (chamada, na época, pelos indígenas, de Piratininga), a bordo da caravela Glória, junto com 60 homens, em 23 de maio de 1535, fundando a então "Vila do Espírito Santo" (atual cidade de Vila Velha), assim chamada por ser domingo de pentecostes. A cidade passou a ser a capital da capitania.
Devido aos constantes ataques indígenas, franceses e holandeses à cidade fundada por Coutinho, os portugueses decidiram, em 1551, transferir a capital da capitania para a atual cidade de Vitória, na Ilha de Santo Antônio, na Baía de Vitória. Em 1558, chegou, à Prainha, frei Pedro Palácios, natural de Medina do Rio Seco, na Espanha. Alguns anos mais tarde, foi encarregado da construção de uma ermida no alto do morro da Penha. Palácios encomendou, de Lisboa, uma imagem de Nossa Senhora que daria origem ao culto a Nossa Senhora da Penha. A pequena ermida foi sendo erguida aos poucos até se transformar no Convento da Penha, hoje o monumento religioso mais importante da arquitetura capixaba.
Pouco se conhece sobre a história de Vila Velha do século XVI ao século XIX. Neste período, destacam-se o término da construção do Convento da Penha e, ainda, os ataques de holandeses contra as fazendas de açúcar, no século XVII. Sabe-se que a cidade pouco se desenvolveu durante este período, sendo que um relatório do governo da província registrou registrou 2 120 habitantes no lugar em 1827. O acesso à capital, Vitória, cidade que, ao contrário, da primeira cidade do Espírito Santo, encontrava-se em constante desenvolvimento, era bastante dificultado.

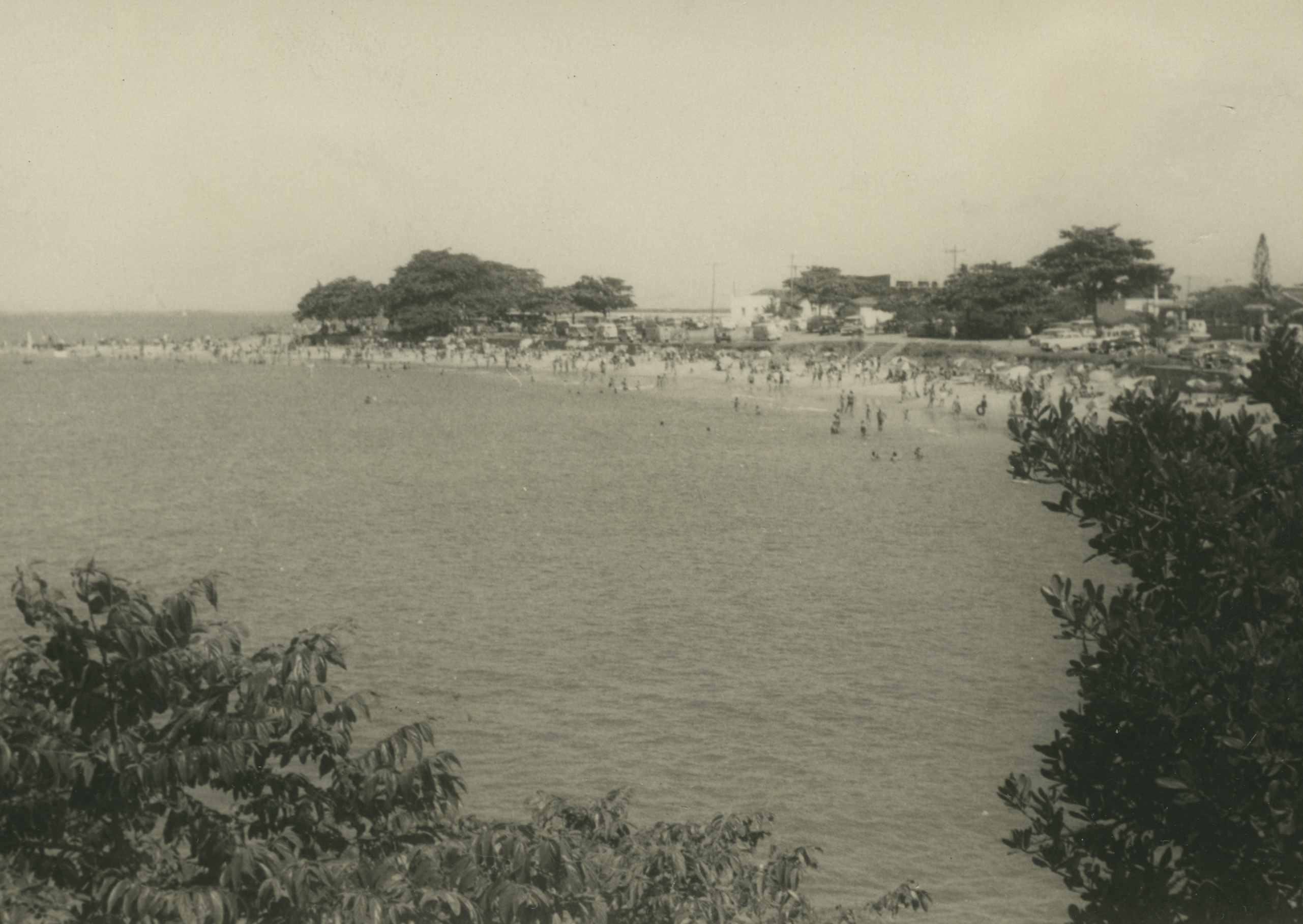
Vila Velha, 1964. Arquivo Nacional.

Naquela época, o sustento era oriundo da agricultura, baseada no trabalho escravo de índios e negros. Na região do atual bairro Aribiri, havia um quilombo de escravos, o qual deu origem, no começo do século XX, a um povoado e, anos mais tarde, ao bairro.
Em 1890, foi criado definitivamente o município, com a instauração da Constituição do Espírito Santo, deixando de denominar-se "Vila do Espírito Santo" para chamar-se "Vila Velha". Na década a seguir, foi elaborada a planta da cidade e, posteriormente, ocorreram alargamentos e criação de ruas e outras obras de infraestrutura, começando a atrair investidores comerciais, mas somente após a construção da Ponte Florentino Avidos, no final da década de 1920, que liga Vila Velha a Vitória, é que houve uma maior dinamização da economia municipal. A inauguração da fábrica da Chocolates Garoto, ocorrida neste mesmo período, também foi um pretexto para o desenvolvimento, atraindo um maior contingente de pessoas e, posteriormente, crescimento do comércio. O bonde da cidade, que foi criado em 1912, passou a dar lugar aos veículos a partir da década de 1950. Em 21 de abril de 1931 Vila Velha chegou a ser anexada ao município de Vitória, porém foi recriada em 1938. Em 1943 foi novamente anexada e recriada quatro anos mais tarde, sendo oficializada pela Lei estadual n° 479, de 31 de janeiro de 1959.

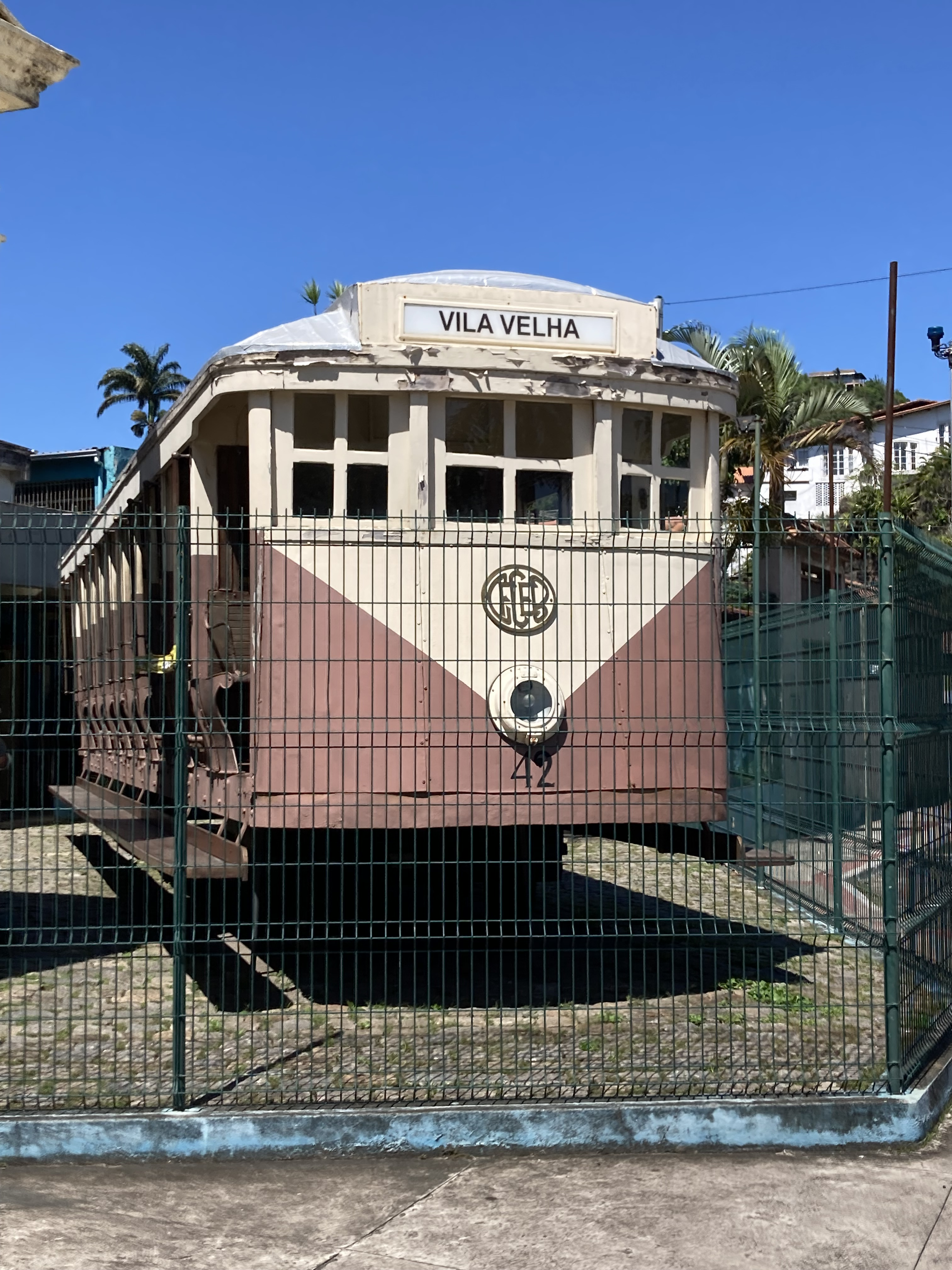
Bonde 42, era usado no transporte público da cidade e atualmente é exposto no Museu Casa da Memória em Vila Velha - 2025

Em 1950, a população já era de cerca de 24 000 habitantes, porém até a década de 1960 Vila Velha esteve estreitamente ligada à capital Vitória. Grande parte da população que morava em Vila Velha, ou em alguns distritos do município, trabalhava ou estudava em Vitória. A construção de escolas, estabelecimentos comerciais e o fortalecimento da economia reverteu essa situação. Também começou a investir-se no turismo, com a melhoria da infraestrutura das praias e regularização da rede hoteleira, e na construção de seus terminais portuários.
Atualmente, a cidade destaca-se por sua importância turística e histórica. O Convento da Penha se tornou o principal atrativo do município e um dos principais patrimônios históricos e religiosos tanto do Espírito Santo quanto do Brasil. A presença de várias praias, algumas conhecidas, como a praia da Costa e da praia de Itapoã, eleva a relevância da cidade. Também marca presença em seu mercado imobiliário forte e configura-se como polo de confecção, crescendo cada vez mais no setor de comércio exterior, graças a seus terminais portuários, sendo que aproximadamente passam pela cidade 90% das mercadorias que são escoadas pelo Espírito Santo.

## Geografia

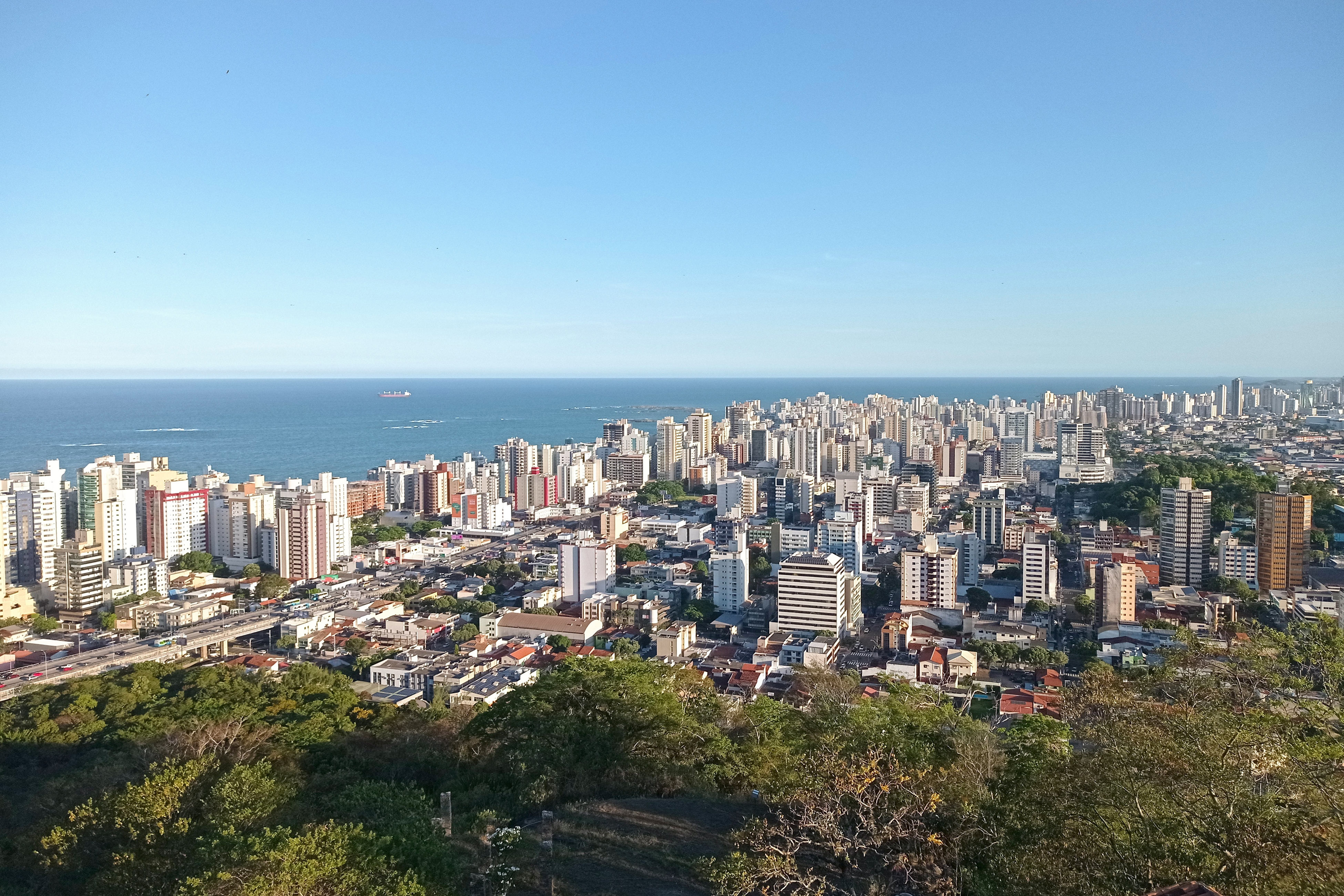
Vista de Vila Velha a partir do Convento da Penha, com o mar ao fundo.

A área do município, segundo o Instituto Brasileiro de Geografia e Estatística, é de 209,965 km², sendo que 60,91 km² constituem a zona urbana. Situa-se a 20°19'48" de latitude sul e 40°17'31" de longitude oeste e está a cerca de dez quilômetros a sul da capital capixaba. Seus municípios limítrofes são a capital Vitória, a norte; Cariacica e Viana, a oeste; Guarapari, a sul; e o Oceano Atlântico, a leste.
De acordo com a divisão regional vigente desde 2017, instituída pelo IBGE, o município pertence às Regiões Geográficas Intermediária e Imediata de Vitória. Até então, com a vigência das divisões em microrregiões e mesorregiões, fazia parte da microrregião de Vitória, que por sua vez estava incluída na mesorregião Central Espírito-Santense.
O processo de conurbação atualmente em curso na região vem criando uma metrópole cujo centro está na cidade de Vitória, atingindo ainda os municípios de Cariacica, Fundão, Guarapari, Serra e Viana, além de Vila Velha. A Região Metropolitana da Grande Vitória (RMGV) foi criada pela lei complementar estadual nº 58, de 21 de fevereiro de 1995, e atualmente é a 14ª maior aglomeração urbana do Brasil, com mais de 1,68 milhões de habitantes. É a região mais dinâmica no cenário econômico capixaba, sendo que é responsável por 58% da riqueza do estado e abriga 46% da população capixaba e 57% da população urbana do Espírito Santo.
Vila Velha possui duas bacias hidrográficas; as bacias dos rios Guarapari e Jucu, cujas áreas são, respectivamente, de 32 e 179 km². O rio Jucu é o principal rio que banha o município, nascendo na região serrana, em Domingos Martins, e desaguando no Oceano Atlântico, em território vila-velhense. É responsável pelo abastecimento de água de 60% da população da Região Metropolitana da Grande Vitória. O encontro do rio com o mar forma, em alguns períodos do ano, pequenas pororocas.
O clima vila-velhense é caracterizado, segundo o IBGE, como tropical quente super-úmido (tipo Aw segundo Köppen), com invernos amenos e chuvas concentradas entre a primavera e o verão, quando as temperaturas ficam elevadas. Os ventos são constantes o ano todo, porém ocasionalmente o deslocamento de frentes frias provoca episódios de ventos mais fortes, com rajadas atingindo velocidades superiores a 70 km/h. São raros os episódios de frio extremo. Segundo dados da estação meteorológica automática do Instituto Nacional de Meteorologia (INMET) de Vila Velha, instalada na Fazenda Paraíso, a menor temperatura ocorreu em 19 de maio de 2022 (9,1 °C) e a maior em 14 de março de 2019 (37,4 °C).
| Dados climatológicos para Vila Velha (Fazenda Paraíso) | Dados climatológicos para Vila Velha (Fazenda Paraíso) | Dados climatológicos para Vila Velha (Fazenda Paraíso) | Dados climatológicos para Vila Velha (Fazenda Paraíso) | Dados climatológicos para Vila Velha (Fazenda Paraíso) | Dados climatológicos para Vila Velha (Fazenda Paraíso) | Dados climatológicos para Vila Velha (Fazenda Paraíso) | Dados climatológicos para Vila Velha (Fazenda Paraíso) | Dados climatológicos para Vila Velha (Fazenda Paraíso) | Dados climatológicos para Vila Velha (Fazenda Paraíso) | Dados climatológicos para Vila Velha (Fazenda Paraíso) | Dados climatológicos para Vila Velha (Fazenda Paraíso) | Dados climatológicos para Vila Velha (Fazenda Paraíso) | Dados climatológicos para Vila Velha (Fazenda Paraíso) |
| Mês                                                    | Jan                                                    | Fev                                                    | Mar                                                    | Abr                                                    | Mai                                                    | Jun                                                    | Jul                                                    | Ago                                                    | Set                                                    | Out                                                    | Nov                                                    | Dez                                                    | Ano                                                    |
| ------------------------------------------------------ | ------------------------------------------------------ | ------------------------------------------------------ | ------------------------------------------------------ | ------------------------------------------------------ | ------------------------------------------------------ | ------------------------------------------------------ | ------------------------------------------------------ | ------------------------------------------------------ | ------------------------------------------------------ | ------------------------------------------------------ | ------------------------------------------------------ | ------------------------------------------------------ | ------------------------------------------------------ |
| Temperatura máxima recorde (°C)                        | 35,9                                                   | 36,4                                                   | 37,4                                                   | 36,2                                                   | 35,1                                                   | 33,4                                                   | 33,2                                                   | 33,7                                                   | 34,9                                                   | 34,2                                                   | 37                                                     | 36,2                                                   | 37,4                                                   |
| Temperatura mínima recorde (°C)                        | 19,6                                                   | 19,2                                                   | 18,8                                                   | 15,9                                                   | 9,1                                                    | 11,9                                                   | 12,9                                                   | 13,2                                                   | 13,5                                                   | 15,8                                                   | 15,1                                                   | 17,9                                                   | 9,1                                                    |
| Fonte: INMET (14/02/2017-presente)                     |                                                        |                                                        |                                                        |                                                        |                                                        |                                                        |                                                        |                                                        |                                                        |                                                        |                                                        |                                                        |                                                        |

### Relevo

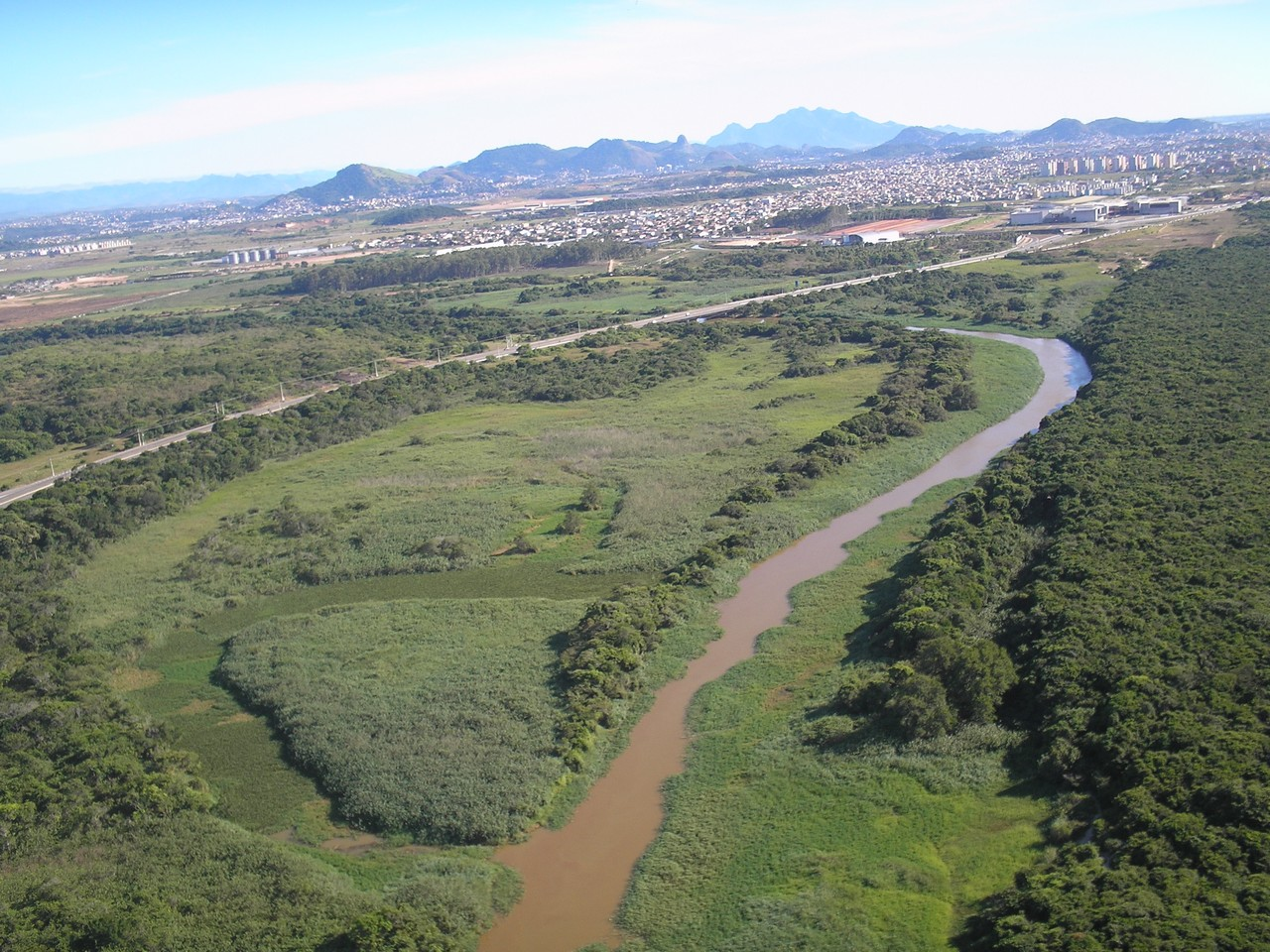
Rio Jucu, no Parque Natural Municipal de Jacarenema, próximo à Barra do Jucu.

O relevo é predominantemente plano, sendo a altitude média da sede de 4 metros acima do nível do mar. São 32 quilômetros de litoral, banhados pelo Oceano Atlântico. Dentre as elevações, destacam-se o Morro da Concha, elevação rochosa situada na área litorânea, coberta com restinga; o Morro do Penedo, composto por formações graníticas e com altitude chegando aos 135 metros de altitude; o Morro do Moreno, que tem 164 metros de altitude e é considerado como patrimônio natural pela lei municipal 262, de 1990, e decreto municipal 202, de 1996, abrigando importante remanescente de Mata Atlântica; e o Morro da Penha, que tem 154 metros de altura e é onde está situado o Convento da Penha, sendo então um dos locais mais visitados do Espírito Santo.
Também existem algumas ilhas que pertencem ao território vila-velhense. A Ilha de Itatiaia é uma ilha rochosa situada próxima à costa da Praia de Itapuã, sendo um local de reprodução de aves marinhas como garças e andorinhas. A Ilha das Garças também é um importante local de reprodução de algumas espécies animais, como garças e o socó-dorminhoco, sendo que a restinga predominante no lugar se torna propícia para a conservação desses filhotes. Estando a 800 metros do continente, é também muito utilizada para a pesca, porém o acesso é proibido de janeiro a março (época de reprodução). Também há a Ilha dos Pacotes, de acesso restrito à Marinha do Brasil, que mantém um farol de sinalização marítima.

### Ecologia e meio ambiente

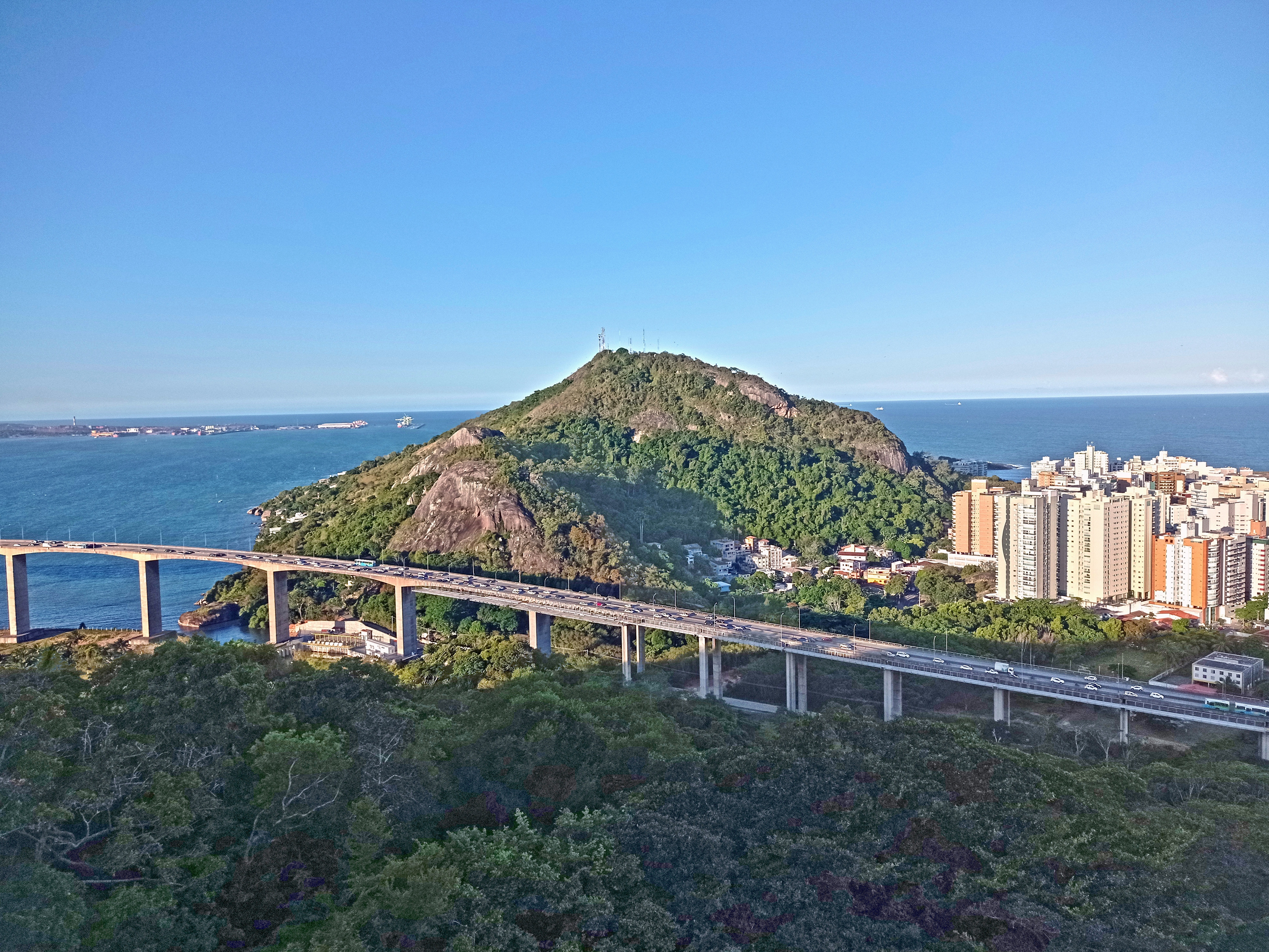
Terceira Ponte passando sobre área de preservação aos pés do Morro do Moreno

A vegetação original e predominante no município é a Mata Atlântica, tendo também alguns trechos de restinga, apesar de que uma considerável parte da mata nativa foi devastada nos últimos anos, principalmente para ceder lugar à malha urbana e abrir caminho para a construção de condomínios e locação de loteamentos e residenciais. Para tentar reverter este quadro, vários projetos foram e estão sendo realizados e planejados, como a criação das chamadas Áreas Naturais, que são áreas não-urbanizadas definidas como unidades de conservação (UC) ou Áreas de Preservação Permanente (APP).
Vila Velha é composta por onze Áreas de Preservação Permanente (APP), sendo elas: a Lagoa Grande, situada em Ponta da Fruta; o Morro de Argolas, criado a fim de proteger a fauna e flora da Mata Atlântica presente no local; o Morro do Pão Doce, no distrito de São Torquato; a Lagoa de Jacuném, em Ponta da Fruta, que além da lagoa envolve complexo com cerca de 100 hectares de remanescentes de Mata Atlântica e restinga; o Morro da Ucharia, no bairro da Prainha; o Morro do Convento, reserva ecológica onde também situa-se o Convento da Penha; o Morro do Moreno, importante fragmento de floresta atlântica com área total de de 580 647,98 m²; o Morro do Cruzeiro, reserva de mata nativa situada entre os bairros Jardim Colorado, Santos Dumont, Jardim Guadalajara, Brisamar e Guadalupe; o Morro do Jaburuna, complexo composto por três maciços rochosos litorâneos que abrigam uma reserva de mata nativa; a Lagoa Encantada, com área de 1 194 804,85 m²; e a Lagoa de Jabaeté, com área de 3 402 037,69 m².
Segundo a prefeitura, existem atualmente três unidades de conservação, sendo elas o Parque Natural Municipal Morro da Manteigueira, que foi criado em 13 de novembro de 1999 e tem área de 168,30 hectares, situando-se às margens do canal da baía de Vitória, na foz do rio Aribiri, próximo ao bairro Glória; o Parque Natural Municipal de Jacarenema, criado em 2003 e ratificado em 2008, tendo área de 346,27 hectares e estando localizado no bairro Barra do Jucu; e o Monumento Natural Morro do Penedo, às margens do canal da baía de Vitória, que foi criado em 2007 e regularizado em 2010, a fim de proteger os remanescentes de Mata Atlântica da formação rochosa do Morro do Penedo.

## Demografia
Em 2022, a população foi estimada em 467 722 habitantes pelo censo daquele ano, realizado pelo Instituto Brasileiro de Geografia e Estatística (IBGE). Em 2010, a população era de 414 420 habitantes. Segundo o censo de 2010, 199 083 habitantes eram homens e 215 337 habitantes mulheres. Ainda segundo o mesmo censo, 412 402 habitantes viviam na zona urbana e 2 018 na zona rural.
O Índice de Desenvolvimento Humano Municipal (IDH-M) de Vila Velha é considerado como muito elevado pelo Programa das Nações Unidas para o Desenvolvimento (PNUD). Seu valor é de 0,8, sendo o segundo maior de todo o estado do Espírito Santo (em 77 municípios); e o 273° de todo o Brasil (entre 5570). A cidade possui a maioria dos indicadores elevados e acima com os da média nacional segundo o PNUD.

### Pobreza e desigualdade

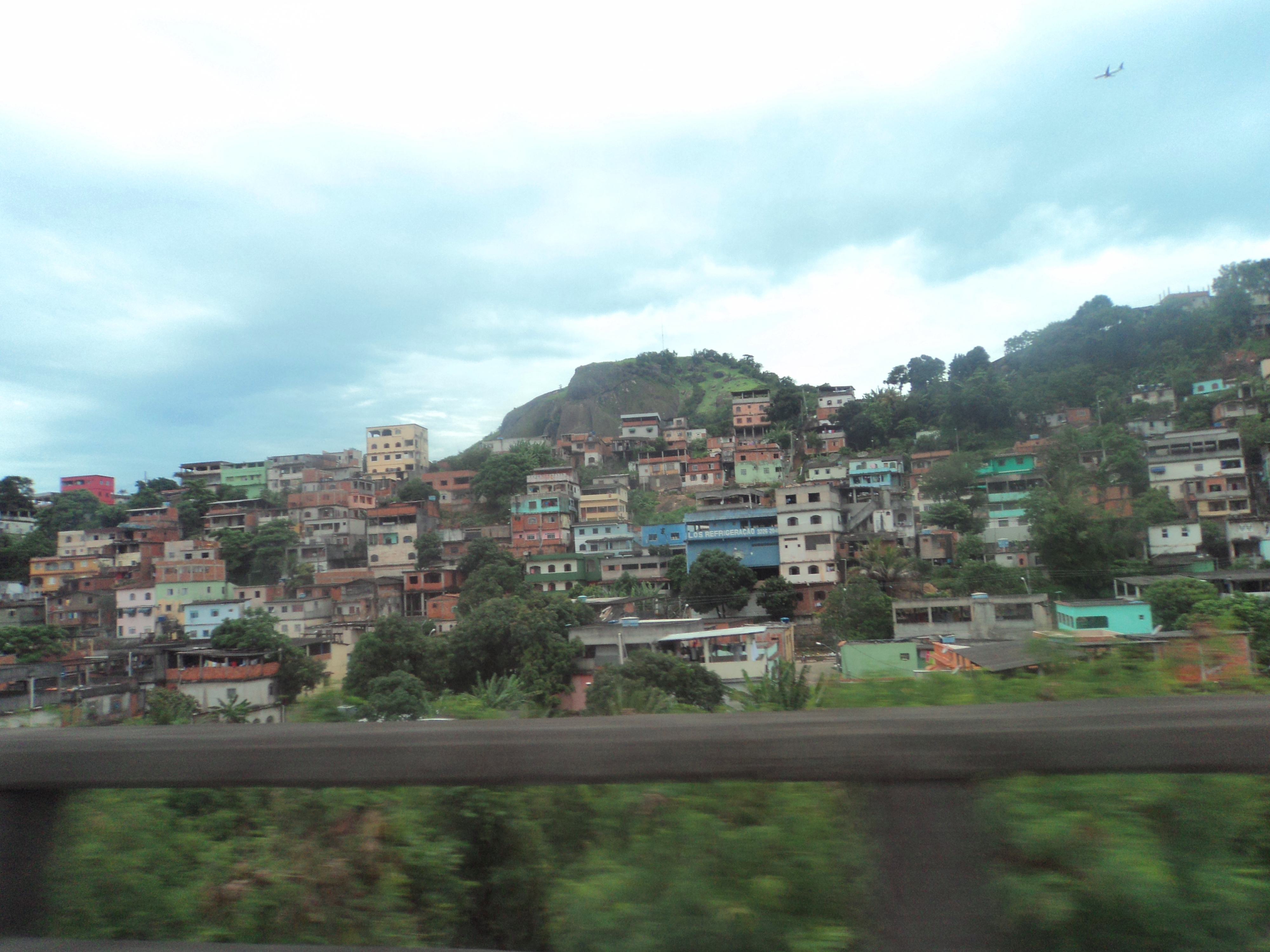
Favelas em Vila Velha, na região do distrito de São Torquato, em 2011

Segundo o IBGE, no ano de 2003 o coeficiente de Gini, que mede a desigualdade social, era de 0,40, sendo que 1,00 é o pior número e 0,00 é o melhor. Naquele ano, a incidência da pobreza, medida pelo IBGE, era de 21,07%, o limite inferior da incidência de pobreza era de 18,27%, o superior era de 23,87% e a incidência da pobreza subjetiva era de 17,11%.
De 2000 a 2010, a proporção de pessoas com renda domiciliar per capita de até meio salário mínimo reduziu em 54,6%. Em 2010, 94,7% da população vivia acima da linha da pobreza, 3,4% encontrava-se na linha da pobreza e 1,8% estava abaixo. Em 2000, a participação dos 20% da população mais rica da cidade no rendimento total municipal era de 61,3%, ou seja, 24 vezes superior à dos 20% mais pobres, que era de 2,5%, sendo que em 1991 a participação dos 20% mais pobres era de 2,6%, ou seja, do começo da década de 90 até o ano de 2000 houve crescimento da desigualdade social na cidade.
No ano de 2008, segundo a prefeitura, havia registros de favelas, palafitas e loteamentos irregulares, sendo que em 2010 61 485 habitantes viviam em aglomerados subnormais, que são áreas onde predominam ocupações irregulares de terra ou regiões urbanizas que tenham precariedade de serviços públicos. Segundo o IBGE, Vila Velha é considerado o município com o maior número de aglomerados subnormais no Espírito Santo, sendo que o bairro de Barramares é considerado como o maior destes no estado, tendo, segundo o instituto em 2010, 12 405 habitantes.

### Religião

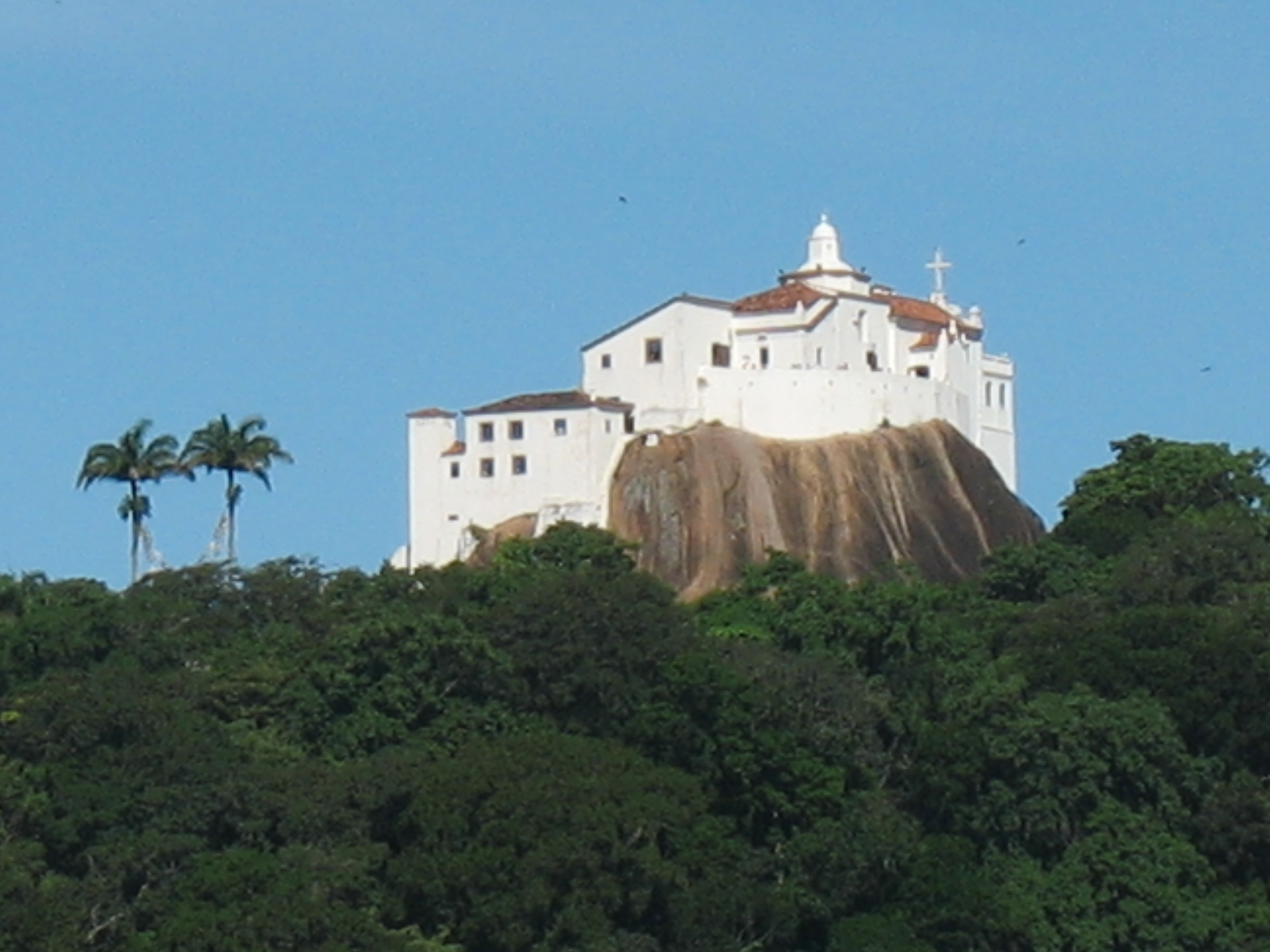
Vista do Convento da Penha, um dos monumentos religiosos mais conhecidos tanto de Vila Velha quanto do Espírito Santo

A maioria dos vila-velhenses se declara católica, apesar de que hoje é possível encontrar na cidade dezenas de denominações protestantes diferentes, assim como a prática do budismo, do islamismo, espiritismo, entre outras. Também são consideráveis as comunidades judaica, mórmon, e das religiões afro-brasileiras. De acordo com dados do censo de 2010 realizado pelo Instituto Brasileiro de Geografia e Estatística, a população vila-velhense está composta por: católicos (48,47%), evangélicos (35,90%), pessoas sem religião (11,10%), espíritas (1,75%) e os demais estão divididos entre outras religiões. Segundo o censo brasileiro de 2022, a composição religiosa da cidade era de 44,82% católicos, 36,46% evangélicos ou protestantes, 1,51% espíritas, 0,76% umbandistas ou candomblecistas, 0,05% religião tradicional, 5,03% outra religião, 11,22% irreligiosos, 0,06% desconhecidos e 0,06% não declarados.

#### Igreja Católica Apostólica Romana
Segundo divisão feita pela Igreja Católica, o município está situado na Província Província Eclesiástica de Vitória, com sede em Vitória. Também faz parte da Arquidiocese de Vitória do Espírito Santo, criada como diocese em 15 de novembro de 1895 e elevada à categoria de arquidiocese em 16 de fevereiro de 1958. Na cidade as comunidades são regidas por 15 paróquias, sendo elas: Convento Nossa Senhora da Penha (no Convento da Penha); Paróquia Nossa Senhora da Conceição Aparecida (Cobilândia); Paróquia Nossa Senhora da Glória (Glória); Paróquia Nossa Senhora das Graças (Coqueiral de Itaparica); Paróquia Nossa Senhora do Perpétuo Socorro (Praia da Costa); Paróquia Nossa Senhora do Rosário, Franciscanos; Paróquia Nossa Senhora dos Navegantes, Orionitas (Barra do Jucu); Paróquia Santa Mãe de Deus (Ibes); Paróquia Santa Rita de Cássia (Santa Rita); Paróquia Santa Terezinha do Menino Jesus, Missionários do Coração de Jesus (Paul); Paróquia Santíssima Trindade (Aribiri); Paróquia Santo Antonio de Santana Galvão (Guaranhuns); Paróquia São Francisco de Assis (Praia de Itapoã); e Paróquia São Lucas (Novo México).

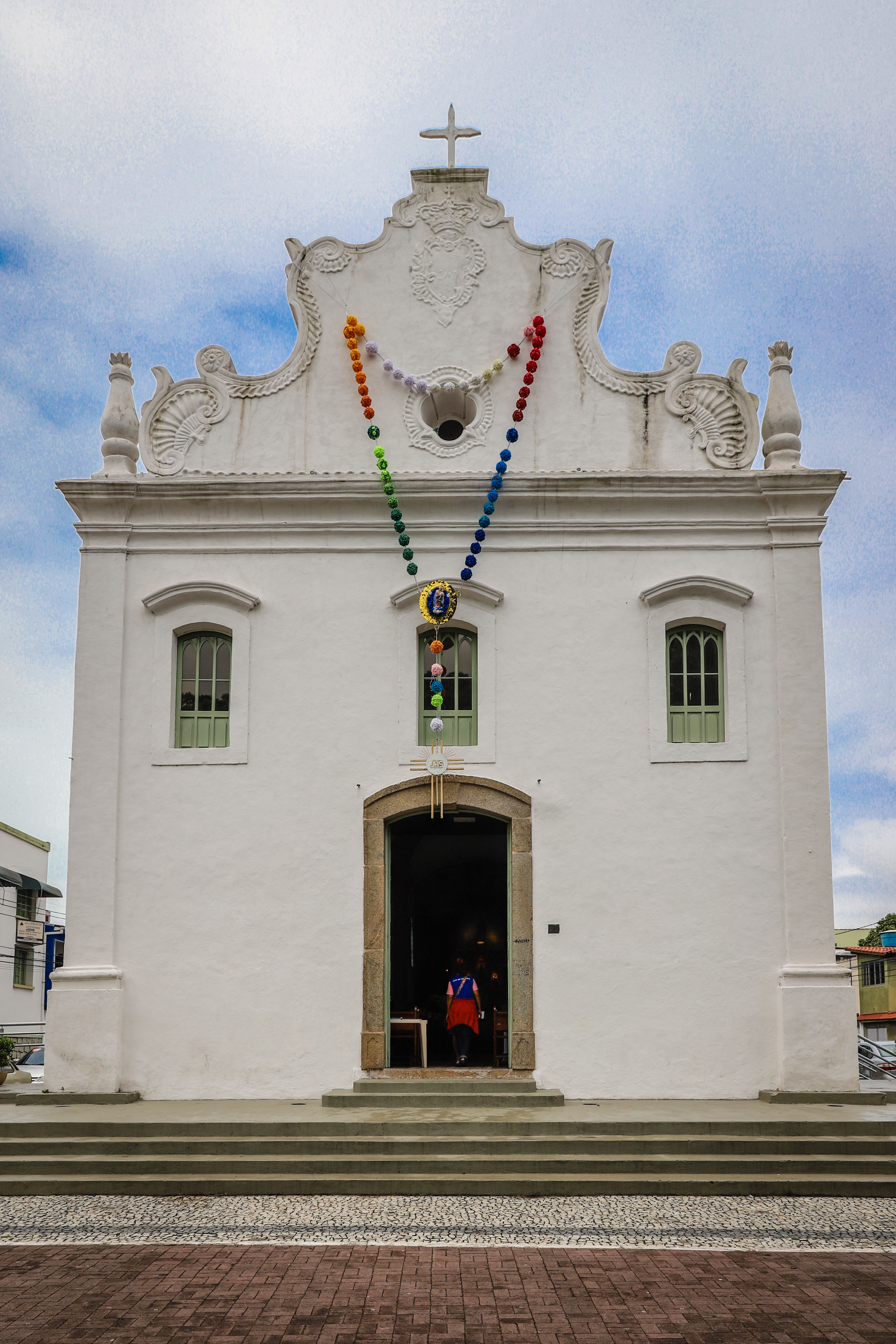
Fachada da Igreja de Nossa Senhora do Rosário

Desde a época da criação da "Vila do Espírito Santo", em 1535, o cristianismo está presente em Vila Velha; o que pode ser notado no próprio primeiro nome da cidade. Pouco tempo mais tarde teve início a construção do principal templo religioso católico tanto do município quanto do estado, o Convento da Penha, sendo que nele realiza-se anualmente, em abril, a Festa da Penha, manifestação cultural religiosa católica em homenagem à padroeira do Espírito Santo, Nossa Senhora da Penha. Outras das principais igrejas católicas da cidade, com relevância história e arquitetônica, são a Igreja Nossa Senhora do Rosário, também uma das mais antigas do país, que ainda reserva o estilo original de sua fachada reconstruída no século XVIII; e a Igreja Nossa Senhora da Glória, que localiza-se na Barra do Jucu e foi construída entre 1900 e 1913, tendo se edificado em alvenaria de pedra no estilo gótico.

#### Igrejas protestantes, pentecostais e outras
A cidade possui os mais diversos credos protestantes e evangélicos históricos ou de missão, tais como a Igreja Presbiteriana do Brasil, Igreja Presbiteriana Unida (adepta da teologia liberal), Igreja Evangélica de Confissão Luterana (vinculada à missão germânica) Igreja Evangélica Luterana do Brasil (de origem missionária estadunidense) Igreja Anglicana Reformada do Brasil, União das Igrejas Evangélicas Congregacionais do Brasil, Convenção Batista Brasileira e a Igreja Metodista. Entre os pentecostais destacam-se a Convenção Geral das Assembleias de Deus no Brasil, Convenção Nacional das Assembleias de Deus no Brasil (conhecida como Assembleia de Deus Madureira), Convenção Batista Nacional, Igreja Pentecostal Deus É Amor, Igreja do Evangelho Quadrangular, entre outras. Da vertente do Neopentecostalismo tem-se a Igreja Universal do Reino de Deus, Igreja Internacional da Graça de Deus Igreja Mundial do Poder de Deus, a Comunidade Evangélica Sara Nossa Terra. Entre os protestantes a maior é a Igreja Cristã Maranata, fundada em Vila Velha a mais de 50 anos,presente em todos os municípios. seguida pela Igreja Adventista do Sétimo Dia e da Congregação Cristã no Brasil. Como citado acima, de acordo com o Instituto Brasileiro de Geografia e Estatística, em 2010 35,90% da população eram protestantes. Desse total, 20,58% são das igrejas evangélicas de origem pentecostal e 9,65% são das evangélicas de missão.
Ainda existem também em menores quantidades cristãos de várias outras denominações, tais como as Testemunhas de Jeová (que representam 0,81% dos habitantes), os membros de A Igreja de Jesus Cristo dos Santos dos Últimos Dias (0,17%), também conhecida como Igreja Mórmon, e os adeptos aos ensinamentos do espiritualismo (0,04% da população).

### Etnias e imigração

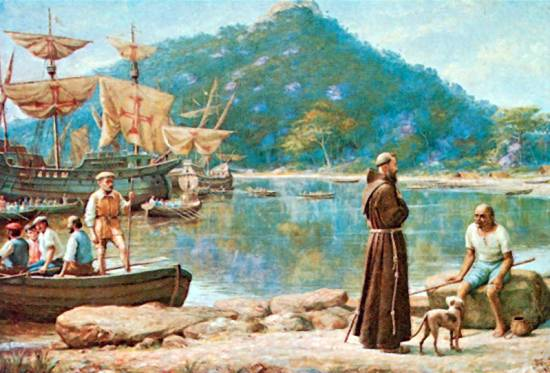
"A chegada do Frei Pedro Palácios" (1926), obra do pintor Benedito Calixto ilustrando a chegada de frei Pedro Palácios no ano de 1558, espanhol encarregado da construção do Convento da Penha

Em 2010, segundo dados do Censo IBGE daquele ano, a população vila-velhense era composta por 195 475 pardos (47,15%); 181 278 brancos (43,73%); 33 859 negros (8,17%); 3 061 amarelos (0,74%); e 896 indígenas (0,22%); além de 17 sem declaração.
Os primeiros imigrantes chegaram ao atual município na época da colonização, dividindo espaço com os indígenas. Com a fundação da nova capital da então Capitania do Espírito Santo, Vasco Fernandes Coutinho trouxe consigo outros 60 homens, sendo a maioria deles portugueses, tendo aportado poucos anos mais tarde também pequenas quantidades de espanhóis e holandeses. No final do século XIX e principalmente durante o século XX a oportunidade de emprego voltou a atrair imigrantes, sendo que a entrada de pessoas de outros países foi mais intensa na década de 1960. Estima-se que 75% dos imigrantes neste período sejam italianos, cujo destino eram as propriedades de particulares, uma vez que a região não possuía colônias agrícolas como no interior capixaba.
Por outro lado, em 2010, 2 982 pessoas saíram de Vila Velha para ir para outros países, sendo que 876 delas foram para o Estados Unidos (29,38%), 787 para Portugal (26,39%), 427 (14,32%) foram para a Itália, 224 (7,51%) para a Inglaterra, 175 para a Espanha (5,87%) e 493 para outros destinos ao redor do mundo (16,53%). A grande maioria destes saem do Brasil em busca de melhores condições de vida e maiores oportunidades de emprego.

## Política e administração

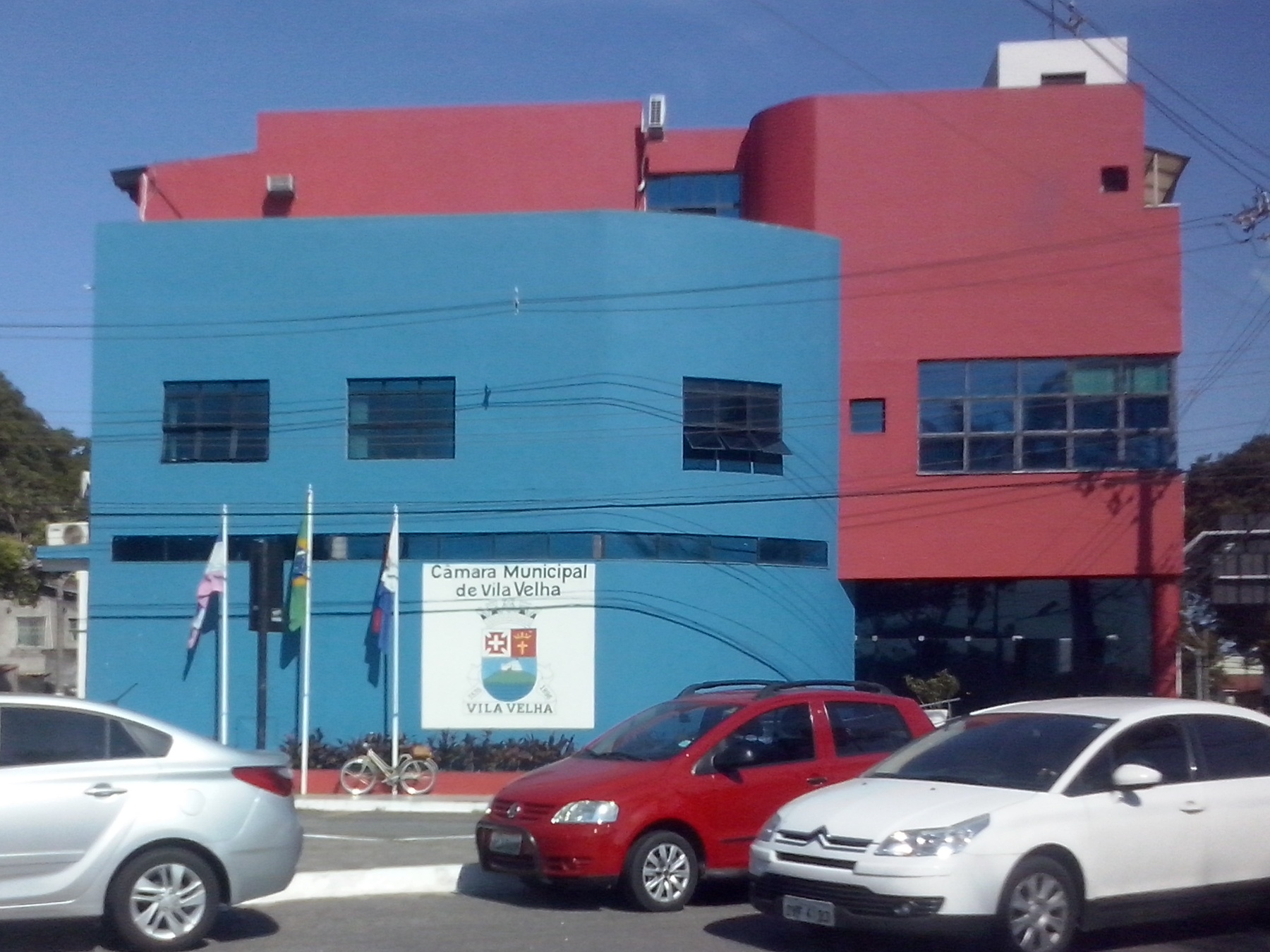
Câmara Municipal de Vila Velha

A administração municipal se dá pelos Poderes Executivo e Legislativo. O Executivo é exercido pelo prefeito, auxiliado pelo seu gabinete de secretários. O atual prefeito é Arnaldinho Borgo (Podemos), que foi eleito no segundo turno das eleições municipais de 2020. O Poder Legislativo, por sua vez, é constituído pela câmara municipal, composta por 17 vereadores. Cabe à casa elaborar e votar leis fundamentais à administração e ao Executivo, especialmente o orçamento participativo (Lei de Diretrizes Orçamentárias).
Em complementação ao processo Legislativo e ao trabalho das secretarias, existem também conselhos municipais em atividade, entre os quais dos direitos da criança e do adolescente, criado em 1991, tutelar (1997), do idoso (2004) e para mulheres (2002). Vila Velha se rege por sua lei orgânica, que foi promulgada em 25 de outubro de 1990, e abriga uma comarca do Poder Judiciário estadual. O município possuía, em setembro de 2018, 298 748 eleitores, de acordo com o Tribunal Superior Eleitoral (TSE), sendo considerado o segundo maior colégio eleitoral do Espírito Santo, atrás apenas de Serra (320 800 eleitores). Por ter mais de 200 mil eleitores, há necessidade de segundo turno nas eleições municipais caso o prefeito mais votado não alcance mais de 50% das intenções no primeiro turno. Tem a cidade de Qingdao, na China, como cidade-irmã desde abril de 2011.

## Subdivisões
Administrativamente, o município é subdividido em quatro distritos, além da sede, sendo eles Argolas, Ibes, Jucu e São Torquato. O distrito-sede era o mais populoso, reunindo 125 283 habitantes no ano de 2022, segundo o IBGE, seguido por Ibes, com 1 680 residentes. Argolas e Jucu foram criados pelo decreto-lei estadual nº 15.177 de 31 de dezembro de 1943, então pertencentes a Vitória, passando a fazer parte de Vila Velha em 1947. Já São Torquato e Ibes foram criados pela lei estadual nº 1.935 de 8 de janeiro de 1964. Em 2013, o município ainda se dividia em 92 bairros oficiais, definidos conforme legislação aprovada pela lei nº 4.707 de 2008.
| Distrito                   | Código IBGE | Habitantes (2022) | Domicílios particulares (2022) |         |           |        |        |
| -------------------------- | ----------- | ----------------- | ------------------------------ | ------- | --------- | ------ | ------ |
| Distrito                   | Código IBGE | Habitantes (2022) | Domicílios particulares (2022) | Argolas | 320520010 | 33 876 | 12 781 |
| Ibes                       | 320520015   | 125 283           | 46 985                         |         |           |        |        |
| Jucu                       | 320520020   | 91 239            | 29 365                         |         |           |        |        |
| São Torquato               | 320520025   | 16 197            | 6 077                          |         |           |        |        |
| Vila Velha (distrito-sede) | 320520005   | 201 127           | 81 908                         |         |           |        |        |

## Economia
De acordo com dados do IBGE, relativos a 2010, o PIB do município era de R$ 6 978 690 mil. 1 168 138 mil eram de impostos sobre produtos líquidos de subsídios a preços correntes. O produto interno bruto per capita era de 16 839,6 reais.
De acordo com o Instituto Brasileiro de Geografia e Estatística (IBGE), a cidade possuía, no ano de 2010, 13 621 unidades locais e 13 198 empresas e estabelecimentos comerciais atuantes. 111 610 trabalhadores eram classificados como pessoal ocupado total e 94 617 categorizavam-se em pessoal ocupado assalariado. Salários juntamente com outras remunerações somavam 1 403 035 mil. reais e o salário médio mensal de todo município era de 2,3 salários mínimos. A agricultura, que serviu como sustento de Vila Velha por muito tempo, desde a época da fundação da cidade, perdeu força no decorrer do século XX, dando lugar ao comércio, ao turismo e à indústria.
Setor primário
| Produção de cana-de-açúcar, mandioca e milho (2010) | Produção de cana-de-açúcar, mandioca e milho (2010) | Produção de cana-de-açúcar, mandioca e milho (2010) |
| --------------------------------------------------- | --------------------------------------------------- | --------------------------------------------------- |
| Produto                                             | Área colhida (hectares)                             | Produção (tonelada)                                 |
| Cana-de-açúcar                                      | 100                                                 | 5 400                                               |
| Mandioca                                            | 45                                                  | 675                                                 |
| Milho                                               | 25                                                  | 38                                                  |

A agricultura é o setor menos relevante da economia de Vila Velha. De todo o produto interno bruto da cidade, 12 171 mil reais é o valor adicionado bruto da agropecuária. Segundo o Instituto Brasileiro de Geografia e Estatística, em 2010, o município contava com cerca de 17 490 bovinos, 520 equinos, dez asininos, 130 muares, 5 623 suínos, 295 caprinos e 400 ovinos. Havia 2 825 aves, dentre estas 2 140 eram galos, frangas, frangos e pintinhos, 685 galinhas e 16 700 codornas, sendo que foram produzidas 5 000 dúzias de ovos de galinha e 431 000 dúzias de ovos de codorna. 1 700 vacas foram ordenhadas, das quais foram produzidos 1 239 mil litros de leite. Também foram produzidos 10 020 quilos de mel de abelha. Também destaca-se a pesca marítima, sendo que existem cerca de mil pescadores e 548 embarcações cadastradas, com uma média mensal de 250 toneladas de pescado capturado.
Na lavoura temporária, são produzidos principalmente a cana-de-açúcar (5 400 toneladas produzidas e 100 hectares cultivados), a mandioca (675 toneladas produzidas e 45 hectares plantados), o milho (38 toneladas rendidas e 25 hectares cultivados) e o feijão (32 toneladas rendidas e 40 hectares plantados). Já na lavoura permanente destacam-se o coco (366 mil frutos produzidas e 70 hectares colhidos), a borracha em forma de látex coagulado (239 toneladas produzidas e 199 hectares colhidos), a laranja (93 toneladas produzidas e 13 hectares cultivados), o café (50 toneladas rendidas e 25 hectares cultivados) e o palmito (16 toneladas produzidas e 11 hectares colhidos).
Setor secundário

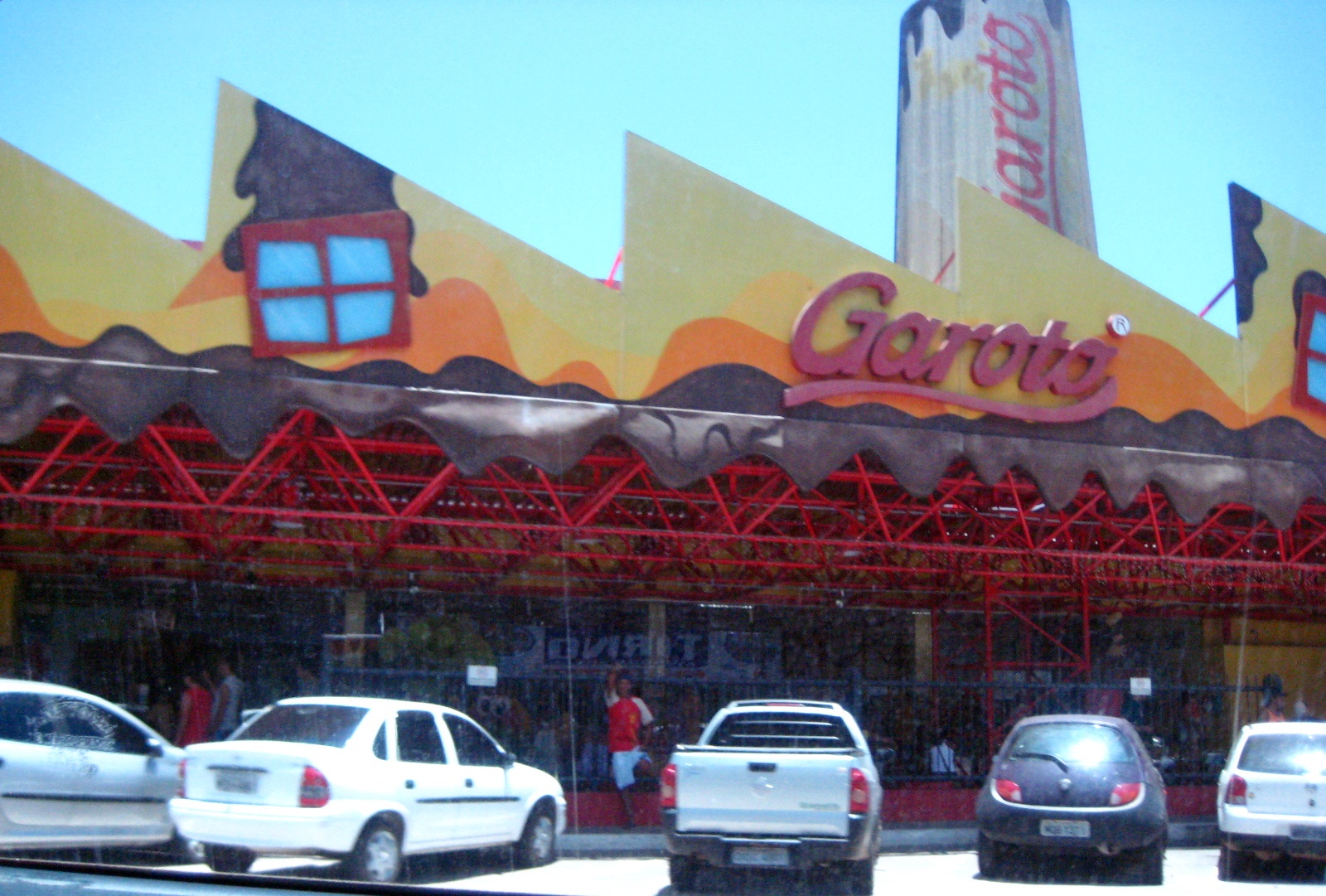
Fábrica da Chocolates Garoto

A indústria, atualmente, é o segundo setor maior relevante para a economia do município. 1 513 311 mil reais do produto interno bruto municipal são do valor adicionado bruto da indústria (setor secundário). A indústria ganhou força na cidade a partir da instalação da fábrica da Chocolates Garoto, que foi fundada em agosto de 1929, sendo hoje uma das maiores do país. Além da Garoto, a cidade se destaca e tem potencialidade nas áreas da indústria de comércio exterior e sistema portuário, de indústrias leves (alimentos, confecções e bebidas), e da construção civil.
O Terminal Portuário de Vila Velha é um dos maiores do Sudeste brasileiro, sendo que o Espírito Santo é considerado como uma área privilegiada para o desenvolvimento da atividade, por localizar-se na porção central do Brasil e ter fácil conexão com o resto do país. Dele, são exportados, para vários estados e países, produtos siderúrgicos, mármores e granito, café, automóveis, granéis sólidos, bobinas de papel e celulose.
Setor terciário

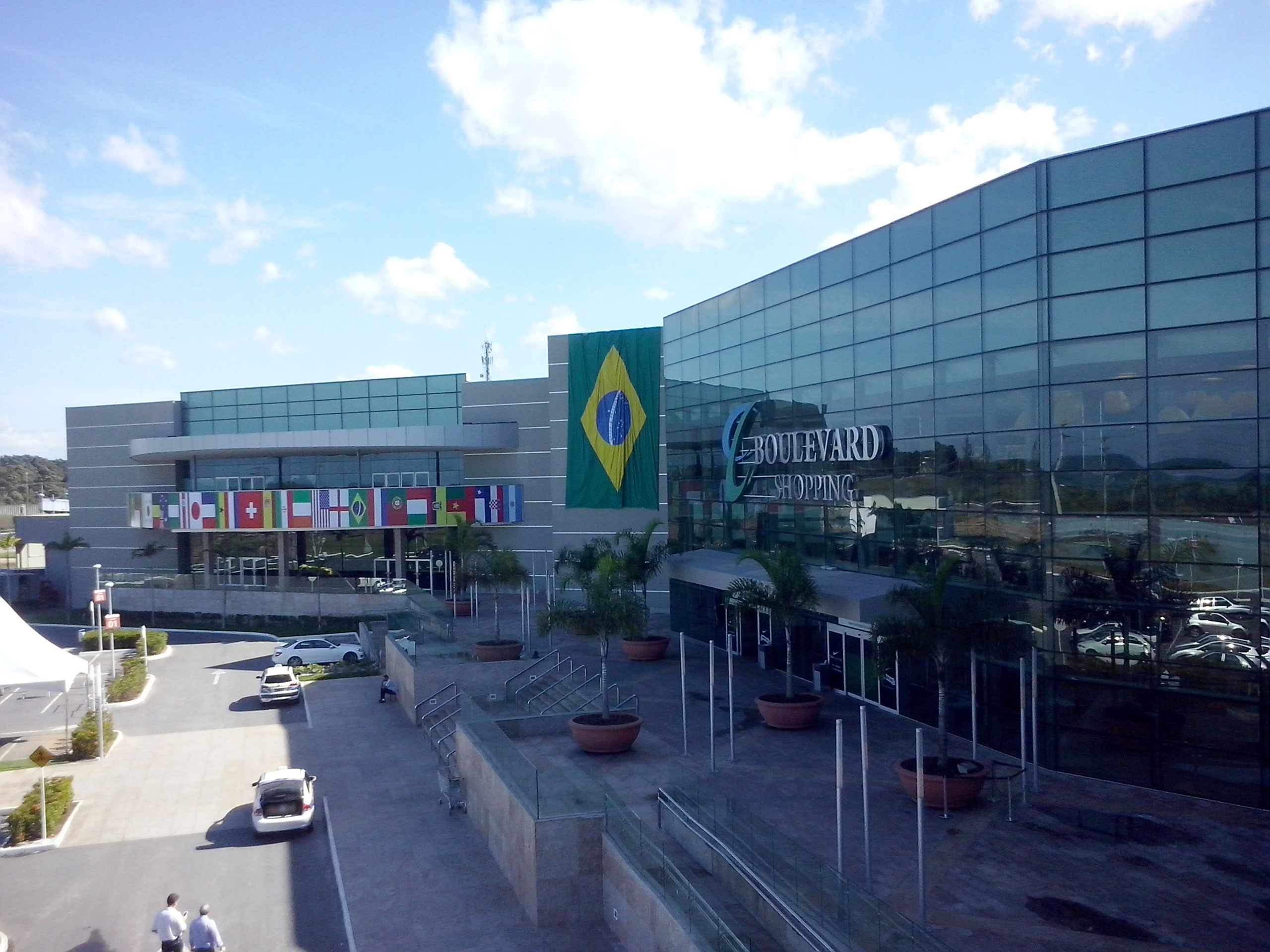
Boulevard Shopping Vila Velha, um dos centros de compra da cidade

A prestação de serviços rende 4 285 070 mil reais ao produto interno bruto municipal, sendo que atualmente é a maior fonte geradora do produto interno bruto vila-velhense, representando 72,44% do lucro anual médio da cidade. No setor terciário os destaques são o comércio e o turismo. Grande parte dos estabelecimentos comerciais de Vila Velha são micro e pequenas, sendo que elas foram responsáveis por 73% das contratações de trabalho com carteira assinada em agosto de 2012 na cidade. Até outubro de 2012, havia 11 850 empreendedores individuais cadastrados no município. Alguns projetos realizados pela prefeitura, em parceria com o estado ou com o Serviço Brasileiro de Apoio às Micro e Pequenas Empresas (Sebrae), visam a incentivar e orientar o trabalho do micro e pequeno empresário.
Os principais pontos comerciais são as diversas feiras livres de Vila Velha, presentes em vários pontos da cidade; o chamado Polo de Moda da Glória, situado no bairro Glória, reunindo mais de 900 lojas distribuídas em várias ruas e dezenas de galerias onde encontram-se bijuterias, bolsas, cintos, moda praia, roupas em jeans, malhas e tecidos; além do centro da cidade e ao longo da orla marítima. Nas avenidas situadas na orla também se concentram a grande maioria das pousadas, hotéis e restaurantes das mais variadas classes econômicas.

## Estrutura urbana

### Educação

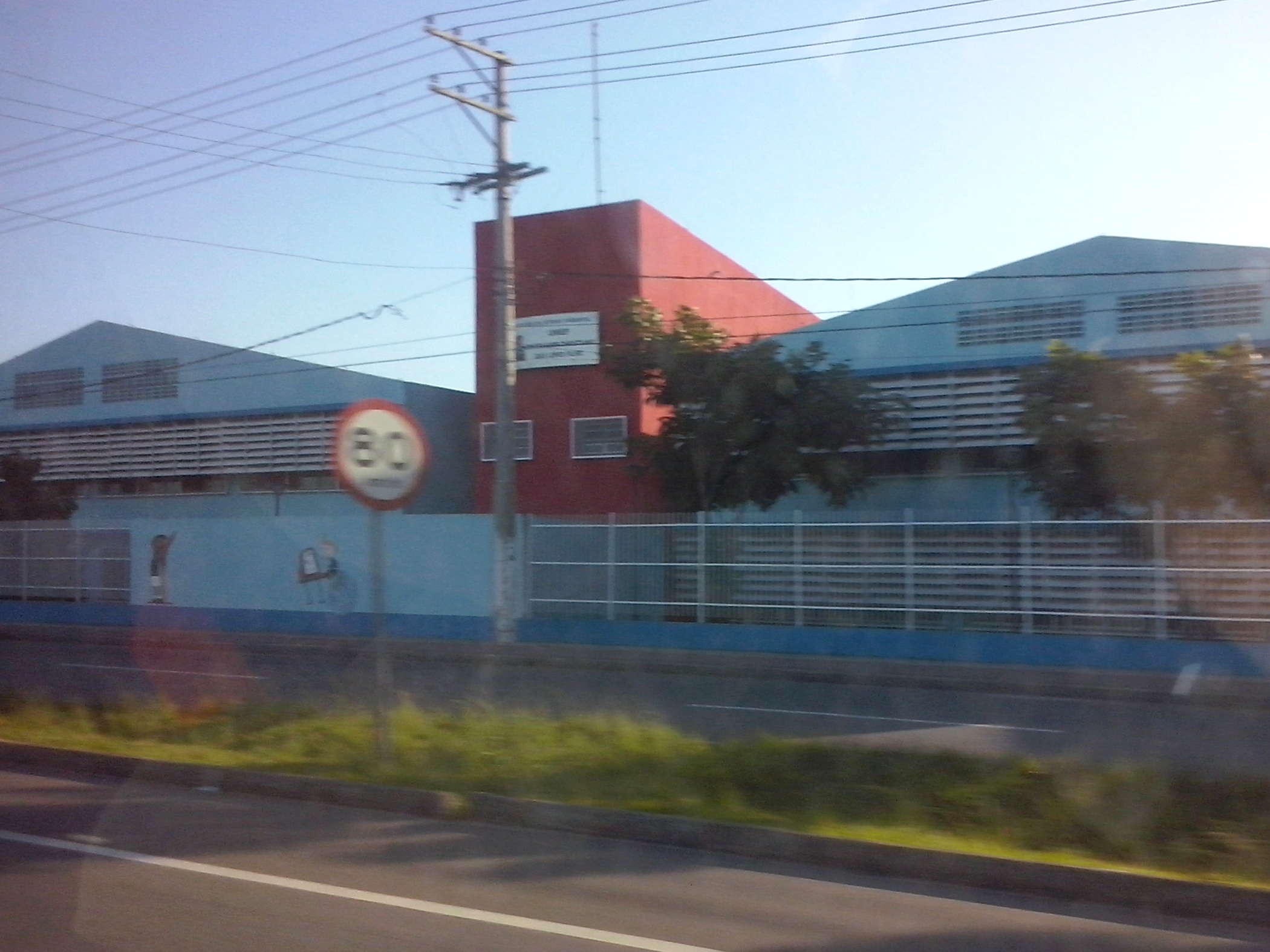
Vista da UMEF (Unidade Municipal de Educação Fundamental) Governador Cristiano Dias Lopes Filho, exemplo de instituição de ensino público municipal situada no bairro São Conrado.

O Índice de Desenvolvimento da Educação Básica médio entre as escolas públicas de Vila Velha era, no ano de 2011, de 4,3; mesmo valor das escolas municipais e estaduais de todo o Brasil. O valor do Índice de Desenvolvimento Humano (IDH) da educação era de 0,734 (classificado como elevado), enquanto o do Brasil é 0,849. Em 1991, o índice era de 0,686.
O município contava, em 2009, com aproximadamente 80 838 matrículas nas redes públicas e particulares. Segundo o IBGE, naquele mesmo ano, das 135 escolas do ensino fundamental, 21 pertenciam à rede pública estadual, 58 à rede pública estadual e 56 eram escolas particulares. Dentre as 47 instituições de ensino médio, 18 pertenciam à rede pública estadual e 29 às redes particulares. Em 2010, 13,4% das crianças de 7 a 14 anos não estavam cursando o ensino fundamental e a taxa de conclusão, entre jovens de 15 a 17 anos, naquele ano, era de 63,1%. O índice de alfabetização da população entre 15 e 24 anos era de 99,1%. Em 2006, para cada 100 meninas do ensino fundamental, havia 104 meninos.
A Secretaria Municipal de Educação tem como objetivo coordenar e assessorar administrativa e pedagogicamente o sistema escolar de Vila Velha. São exemplos de programas coordenados pela Secretaria com foco voltado à população a Educação de Jovens e Adultos (EJA), que é a rede de ensino gratuita e voltada para adultos que não concluíram o ensino fundamental, e uma rede de educação especial, onde alunos que têm deficiência física são conduzidos por professores especializados em salas adaptadas.
| Ensino pré-escolar | 9 237  | 513   | 90  |
| Ensino fundamental | 56 473 | 2 632 | 135 |
| Ensino médio       | 15 128 | 915   | 47  |

### Saúde

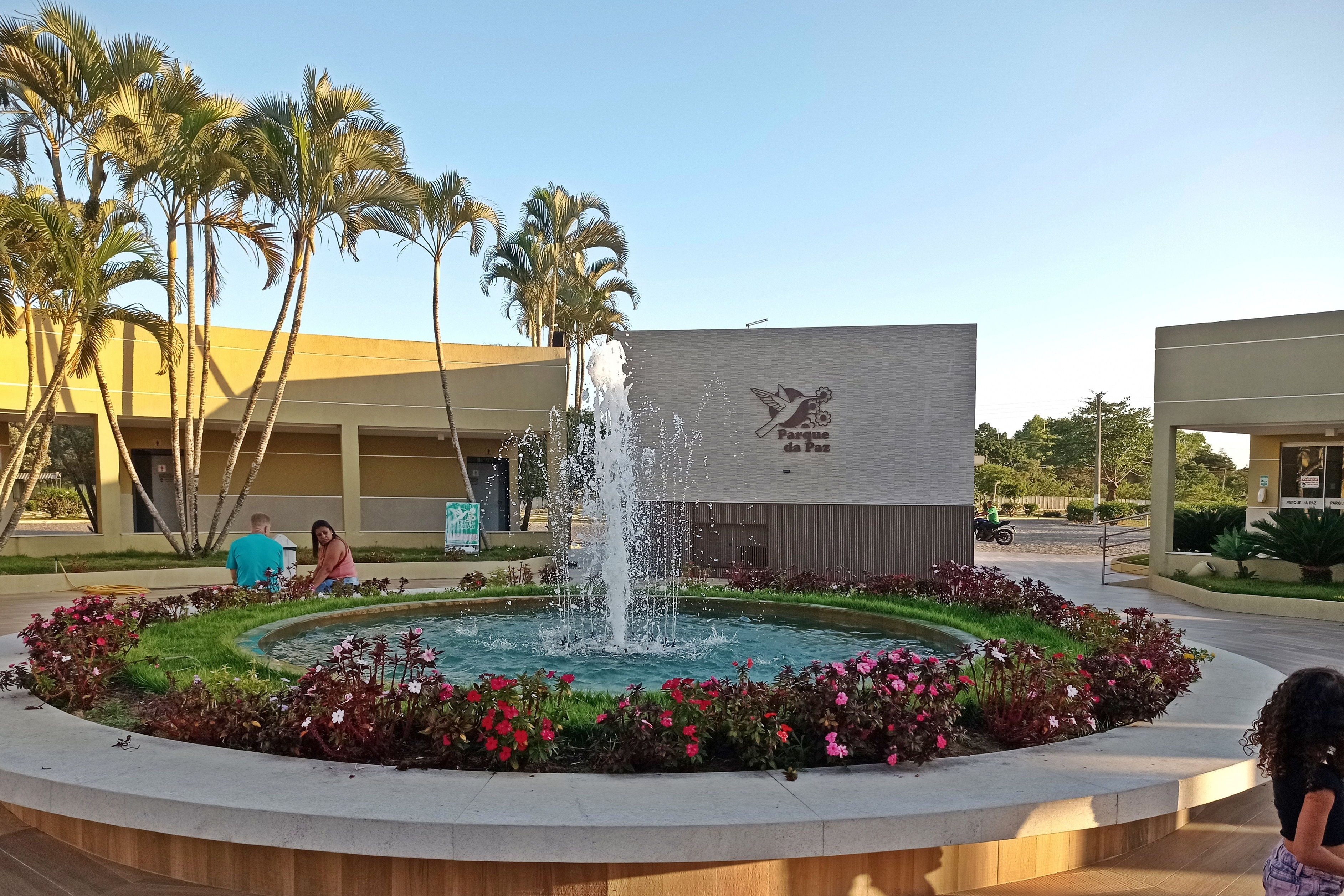
Interior do cemitério Parque da Paz

Em 2009, o município possuía 163 estabelecimentos de saúde entre hospitais, pronto-socorros, postos de saúde e serviços odontológicos, sendo 28 deles públicos e 135 privados. Neles a cidade possuía 792 leitos para internação, sendo que 207 estão nos públicos e os 585 restantes estão nos privados. Em 2011, 92,2% das crianças menores de 1 ano estavam com a carteira de vacinação em dia. Em 2010 o índice de mortalidade infantil era de 8,4 a cada mil crianças menores de um ano de idade, sendo que 99,7% do total de nascidos vivos tiveram seus partos assistidos por profissionais qualificados de saúde e a taxa de natalidade foi de 5 820 nascidos vivos. Neste mesmo ano 14,8% do total de mulheres grávidas eram de meninas que tinham menos de 20 anos. 22 518 crianças foram foram pesadas pelo Programa Saúde Familiar, sendo que 0,4% delas estavam desnutridas.
A rede municipal de serviço de saúde de Vila Velha, em janeiro de 2013, era composta por 17 Unidades de Atenção Primária à Saúde, sendo que sete delas funcionam com a política de Estratégia de Saúde da Família, onde equipes médicas especializadas mapeiam territórios para visitas domiciliares, e as outras dez como unidades tradicionais, com consultas agendadas ou pequenas emergências. A Secretaria Municipal de Saúde, órgão subordinado à prefeitura encarregado de administrar os serviços públicos de saúde, também mantém projetos como o Programa Saúde na Escola, onde são organizadas palestras, oficinas e atendimento à prevenção bucal em crianças das escolas da cidade; o Programa de Saúde do Adolescente; o Programa Saúde do Idoso; e o Programa Saúde do Trabalhador.

### Segurança pública e criminalidade

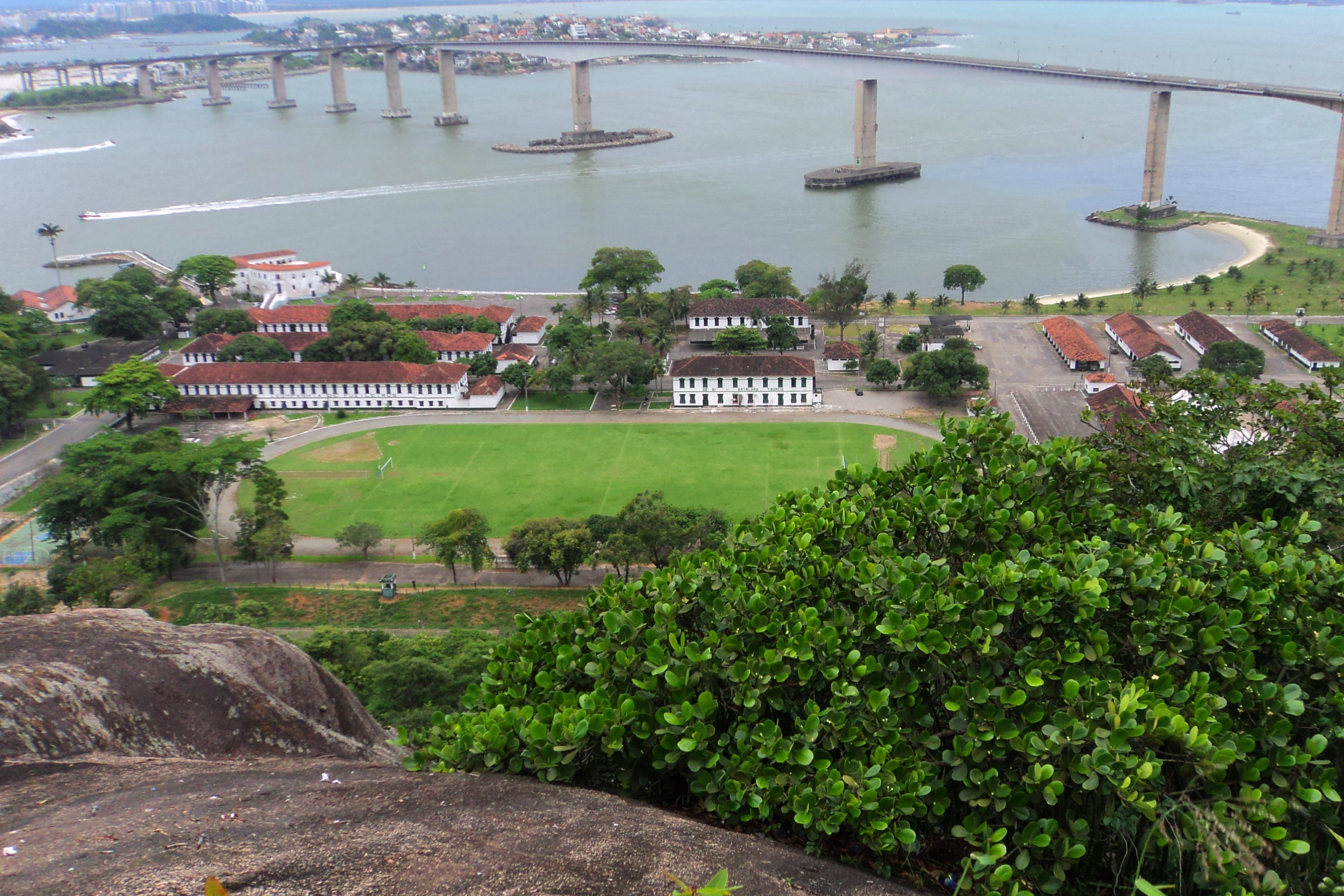
Vista do 38º Batalhão de Infantaria, unidade do Exército Brasileiro em Vila Velha

Como na maioria dos municípios médios e grandes brasileiros, a criminalidade ainda é presente em Vila Velha. Em 2011, o índice de homicídios para cada 100 000 habitantes foi de 60,4, sendo o nono a nível estadual e o 79° a nível nacional. O índice de suicídios para cada 100 mil habitantes foi de 3,9, sendo o 38° a nível estadual e o 1503° a nível nacional. Já em relação à taxa de óbitos por acidentes de transito, o índice foi de 8,6 para cada 100 mil habitantes, ficando no 63° a nível estadual e no 2191° lugar a nível nacional.
O Conselho Municipal de Segurança de Vila Velha, que foi criado pela lei municipal 3 320, de 23 de julho de 1997 e reestruturado em 19 de outubro de 2001, tem a função de propor medidas e atividades que visem a segurança municipal, sendo formado por representantes (titulares e suplentes) de diversas entidades. Fazem parte diversos outros órgãos públicos, tais como a Polícia Militar, a Polícia Civil, a Guarda Civil Municipal, o Juizado de Menores, a Secretaria Municipal de Planejamento e Desenvolvimento Urbano, a comunidade, a indústria e o comércio.
O sistema prisional de Vila Velha tem sido alvo frequente de rebeliões e denúncias de maus-tratos a presos, sendo que uma das causas disso é a superlotação dos presídios da cidade. Também há registros de mortes e fugas. O Departamento de Polícia Judiciária do município já foi denunciado à Organização das Nações Unidas e à Organização dos Estados Americanos por violação dos direitos humanos. A cidade também abriga a Escola de Aprendizes-Marinheiros do Espírito Santo (EAMES), que é uma das quatro unidades das Escolas de Aprendizes-Marinheiros do Brasil, uma das formas de incorporação de pessoal para a Marinha do país.

### Habitação, serviços e comunicação

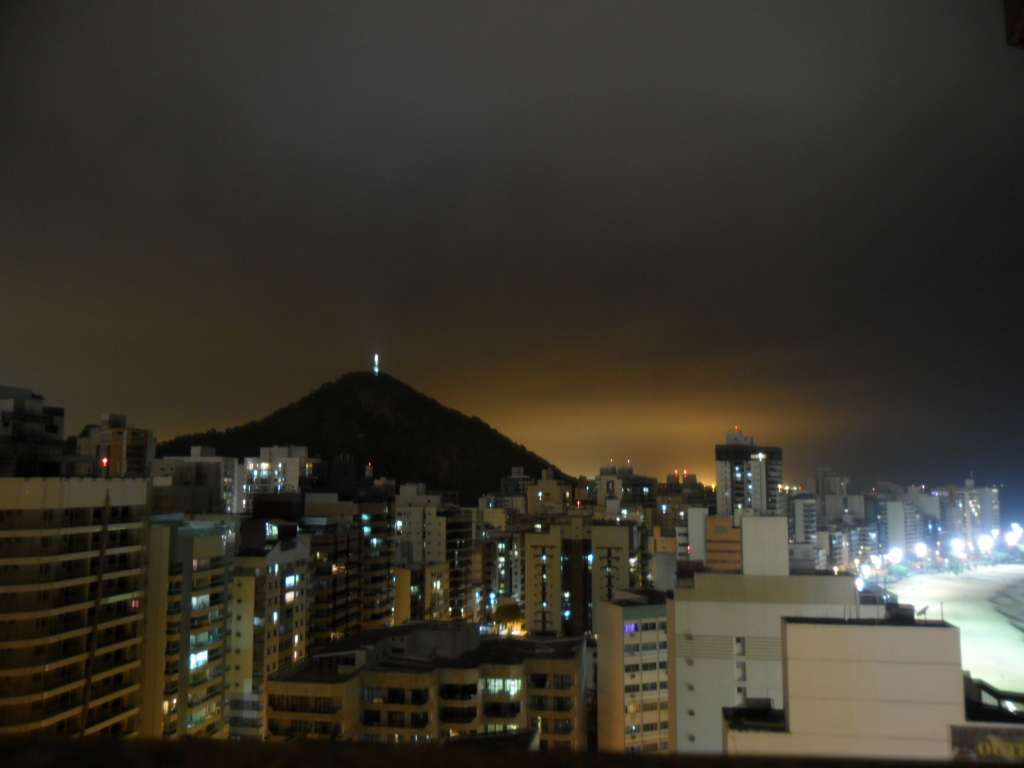
Vista noturna da região da Praia da Costa. O abastecimento de energia elétrica em Vila Velha é feito pela Espírito Santo Centrais Elétricas S. A.

No ano de 2010, segundo o IBGE, a cidade tinha 134 467 domicílios particulares permanentes, sendo 90 499 casas, 1 321 apartamentos, 41 676 casas de vilas ou em condomínios e 971 cômodos ou cortiços. Do total de domicílios particulares 94 571 eram imóveis próprios, sendo 87 661 próprios já quitados, 6 910 em aquisição e 31 632 alugados; 7 938 imóveis foram cedidos, sendo 792 por empregador e 7 146 cedidos de outra maneira. 326 foram ocupados de outra forma. Grande parte do município conta com água tratada, energia elétrica, esgoto, limpeza urbana, telefonia fixa e telefonia celular. Naquele ano, 98,63% dos domicílios eram atendidos pela rede geral de abastecimento de água; 99,09% das moradias possuíam coleta de lixo (seja por serviço de limpeza ou não) e 98,94% das residências possuíam banheiro de uso exclusivo do domicílio.
A empresa responsável pela coleta de esgoto e abastecimento de água em Vila Velha, assim como em boa parte do estado do Espírito Santo, é a Companhia Espírito Santense de Saneamento. Segundo a empresa, em toda a zona urbana da cidade há abastecimento de água tratada, sendo que grande parte das águas que abastecem ao município são oriundas do Rio Jucu, que é responsável pelo fornecimento em 60% da população da Grande Vitória. Porém 52% dos moradores do perímetro urbano não têm redes de coleta e tratamento de esgoto em suas casas. Em maio de 2012 metade do esgoto vila-velhense era encaminhado para tratamento, enquanto que a outra metade era jogada diretamente em canais situados no meio da cidade. De acordo com a Companhia Espírito Santense de Saneamento, até janeiro de 2015 toda a cidade terá esgoto tratado, quando deverá ser inaugurada a Estação de Tratamento de Esgoto Grande Terra Vermelha.

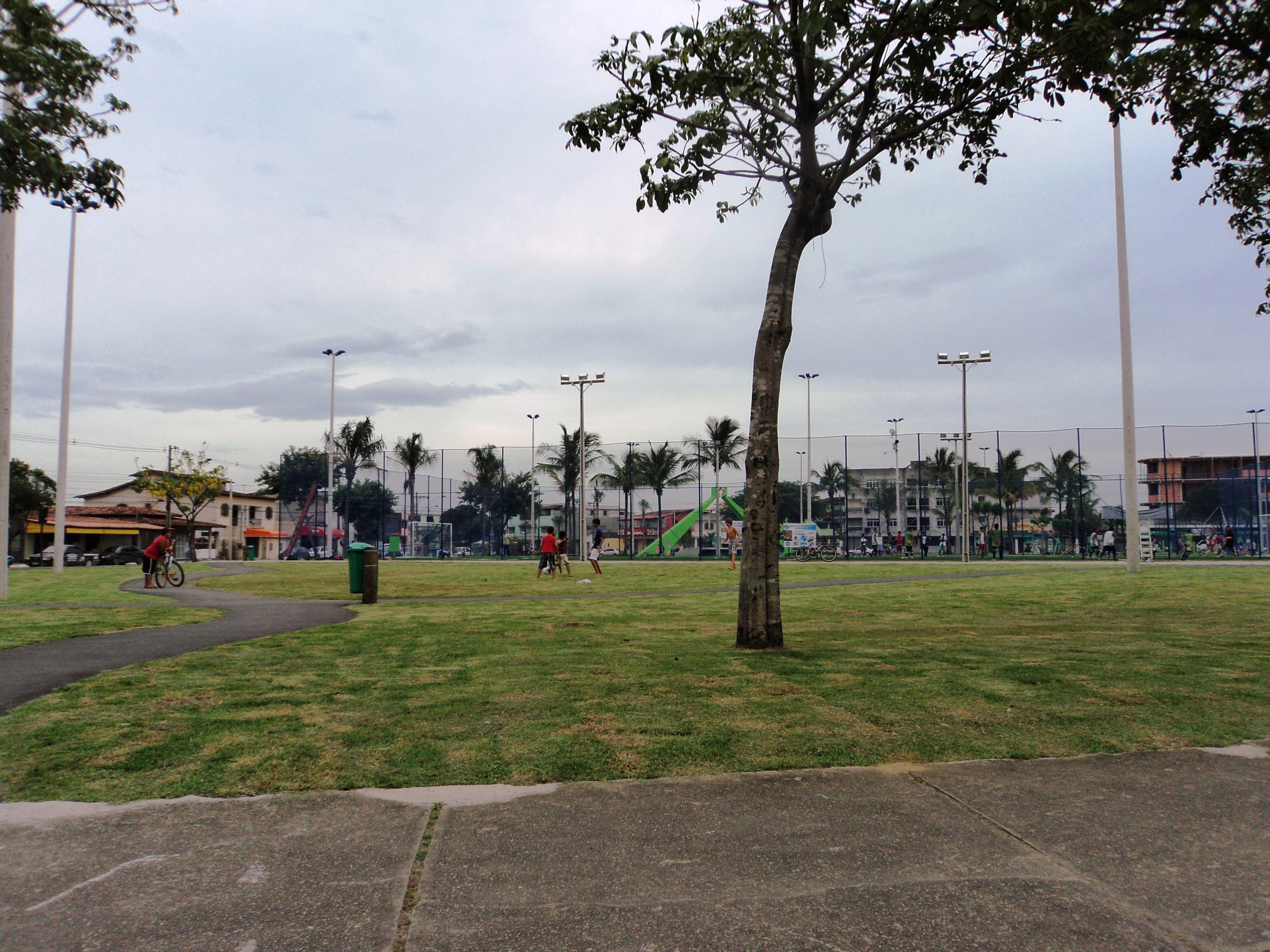
Praça Municipal do bairro Araçás

A responsável pelo abastecimento de energia elétrica em Vila Velha é a Espírito Santo Centrais Elétricas S. A., que atende ainda a outros 78 municípios da Grande Vitória e do interior do estado. Em 2010, 99,91% dos domicílios do município eram atendidos pelo serviço. Ainda há serviços de internet discada e banda larga (ADSL) sendo oferecidos por diversos provedores de acesso gratuitos e pagos. O serviço telefônico móvel, por telefone celular, é oferecido por diversas operadoras. Alguns pontos já contam com rede wireless (internet sem fio). O código de área (DDD) de Vila Velha é 027 e o Código de Endereçamento Postal (CEP) da cidade vai de 29100-001 a 29129-999.
Há vários canais nas faixas Very High Frequency (VHF) e Ultra High Frequency (UHF), sendo alguns dos principais com emissoras afiliadas na própria cidade ou na Região Metropolitana da Grande Vitória, como a TV Vitória (afiliada à RecordTV), a TV Gazeta Vitória (TV Globo) e a TV Tribuna (afiliada ao Sistema Brasileiro de Televisão/SBT). Vila Velha também possui jornais em circulação, sendo alguns "A Gazeta", "A Tribuna", "ES Hoje", "Século Diário" e "A Crônica".

### Transportes

#### Aeroviário e hidroviário

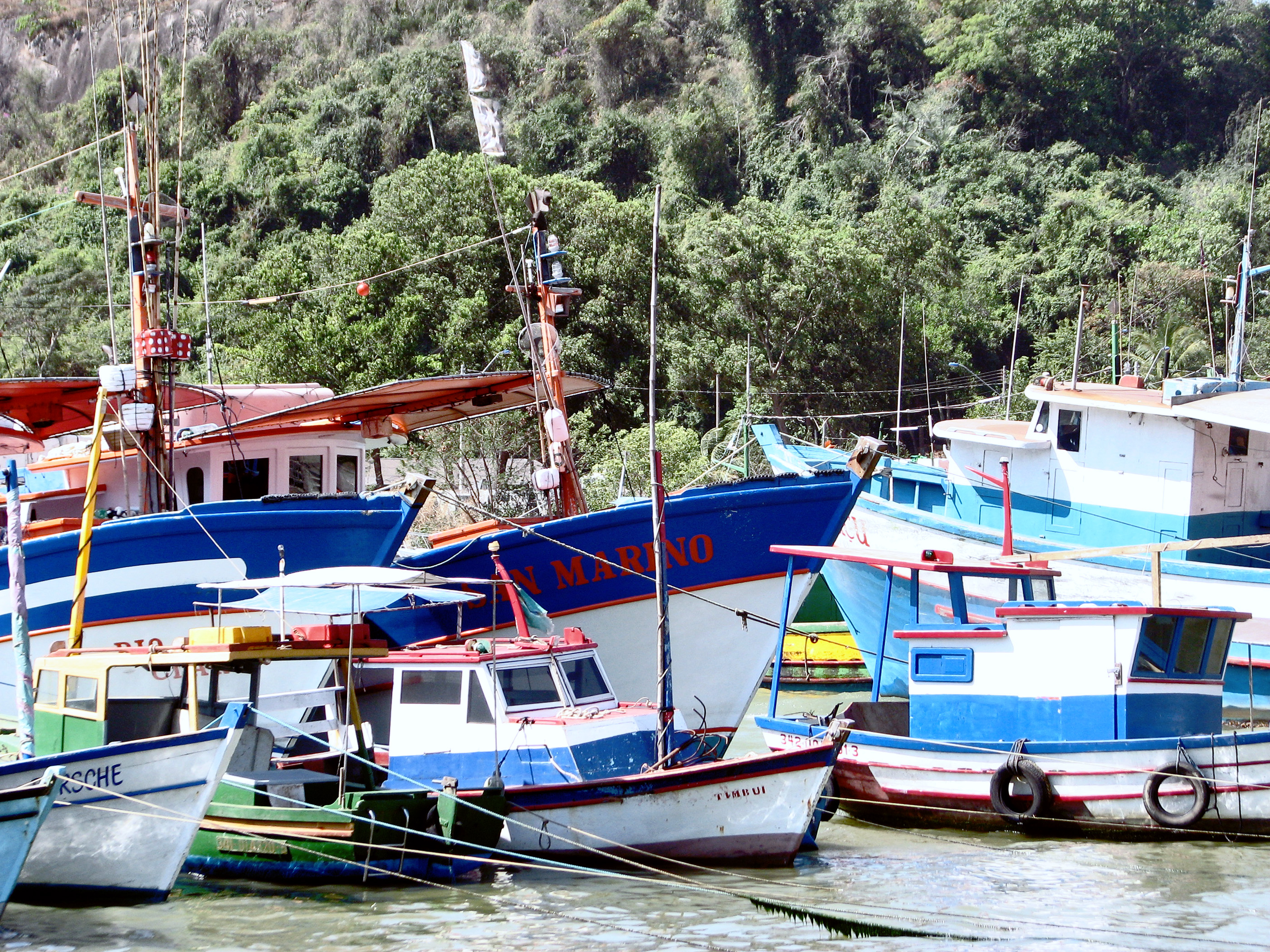
Embarcações na Prainha

O aeroporto mais próximo do município atualmente é o Aeroporto Eurico de Aguiar Salles (Aeroporto de Goiabeiras), em Vitória, que é o maior do estado do Espírito Santo e opera voos nacionais e internacionais, sendo que para passageiros apenas voos nacionais. Porém desde 2010 tramita-se a construção de um aeroporto de cargas na zona rural de Vila Velha, próximo à localidade de Xury, na divisa com Guarapari. A pista do terminal de cargas teria 2 850 metros de comprimento, com capacidade para operar voos nacionais e internacionais. Atualmente há apenas o Aeroclube do Espírito Santo, um dos mais antigos aeroclubes do Brasil, que funciona para cursos teóricos e práticos e disponibiliza diversas opções de lazer, como voos panorâmicos sobre a Grande Vitória e atividades aerodesportivas como planadores e paraquedismo.
O transporte hidroviário do município limita-se às atividades do Terminal Portuário de Vila Velha, que é um dos mais movimentados do litoral brasileiro, e também à atividade pesqueira, sendo que, de acordo com dados da prefeitura, existiam em 2012 cerca de mil pescadores e 548 embarcações cadastradas. A movimentação de barcos pesqueiros é mais intensa nas praias do Ribeiro, da Costa, de Itapoã, de Itaparica, da Barra do Jucu e de Ponta da Fruta e na Prainha, sendo a grande maioria deles barcos de motor a diesel e elétrico. A Prainha abriga ainda um Terminal Aquaviário, usado como atracadouro para barcos pesqueiros.

#### Ferroviário e metroviário
A primeira ferrovia a chegar a Vila Velha foi a chamada "Linha do Litoral" da Estrada de Ferro Leopoldina, que ligava a cidade de Vitória a Niterói, na Região Metropolitana do Rio de Janeiro. A estação da cidade foi inaugurada em 13 de julho de 1895, sendo que funcionou como terminal de passageiros até a década de 1980. A partir de então, a ferrovia é utilizada apenas para trens cargueiros e desde 1996 é administrada pela Ferrovia Centro-Atlântica.
Outra importante ferrovia a chegar na cidade foi a Estrada de Ferro Vitória a Minas, que liga a cidade de Vitória a Belo Horizonte, capital do estado de Minas Gerais. A antiga Estação São Carlos, posteriormente Estação Pedro Nolasco, situada em frente à Baía de Vitória, foi originalmente inaugurada em 20 de maio de 1905, sendo reformada e reinaugurada no dia 19 de novembro de 1927, com o seu atual prédio em estilo eclético.  A estação funcionou como terminal de passageiros até a década de 1960, tendo sua função transferida para uma estação provisória e simplificada e posteriormente para um novo prédio no município de Cariacica, estando a 1 km de Vila Velha. Desde 1942, a ferrovia é administrada pela Companhia Vale do Rio Doce e atualmente configura como a única no Brasil a operar diariamente o transporte de passageiros em longa distância.  O prédio da antiga Estação Pedro Nolasco em Vila Velha, foi posteriormente tombado em 1986 pelo Conselho Estadual de Cultura como Patrimônio Histórico e Cultural do município e desde 1998, abriga o Museu Vale.
Assim como em grande parte do Brasil, o avanço dos transportes rodoviário e aeroviário contribuiu com a decadência das ferrovias, principalmente na primeira metade da década de 1990, porém atualmente planeja-se a construção da Ferrovia Litorânea Sul, que ligará Vitória e Vila Velha a Campos dos Goytacazes e à cidade do Rio de Janeiro e facilitará o transporte de cargas de vários pontos do país para os terminais portuários capixabas. Outro projeto que envolve transporte sobre trilhos em Vila Velha é a instalação do metrô de superfície da cidade, que abrangeria não apenas o município como também toda a Grande Vitória, colaborando em sanar as deficiências de mobilidade urbana da região.

#### Rodoviário

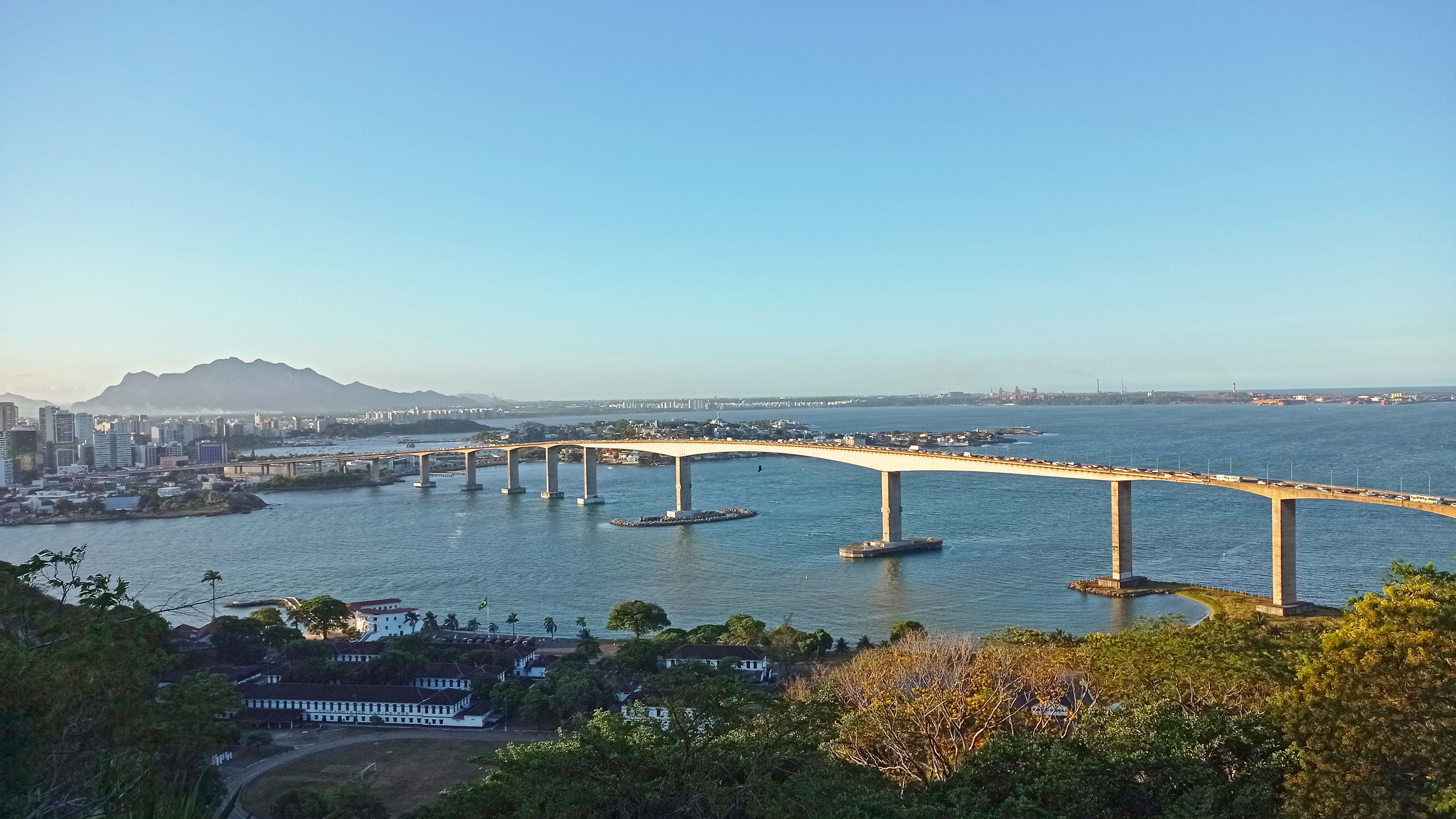
Vista da Terceira Ponte, principal ligação de Vila Velha a Vitória

Vila Velha tem uma boa malha rodoviária que a liga a várias cidades do interior do estado e às principais metrópoles da Região Sudeste do Brasil. A primeira via de ligação a Vitória foi a Ponte Florentino Avidos, construída na década de 1920, mas atualmente a Terceira Ponte é o principal acesso à capital, tendo sido inaugurada em 1989 e hoje é administrada pela Rodovia do Sol (ES-060), também conhecida como Rodossol. Esta liga Vila Velha às cidades do litoral sul do estado. Além da Rodovia do Sol, também há a Rodovia Darly Santos, que liga o município a Cariacica; a BR-101, ligação direta a várias cidades do Sul, Sudeste e Nordeste do Brasil; a ES-388, que liga a zona urbana à BR-101 e a bairros rurais; e a Rodovia Carlos Lindemberg, que começa na região da Glória e também serve com 1985mo acesso a Vitória e região metropolitana e à BR-262.
O Terminal Rodoviário de Vila Velha, oficialmente Rodoviária Darly Santos, está localizado no bairro de Itaparica e é um dos maiores do estado. De lá é possível embarcar para destinos do litoral sul do Espírito Santo, ao Rio de Janeiro, São Paulo, Belo Horizonte e outras importantes cidades capixabas e dos estados vizinhos. Ele foi inaugurado em 4 de julho de 2012 em substituição ao antigo, que funcionava no bairro Coqueiral de Itaparica.

#### Urbano

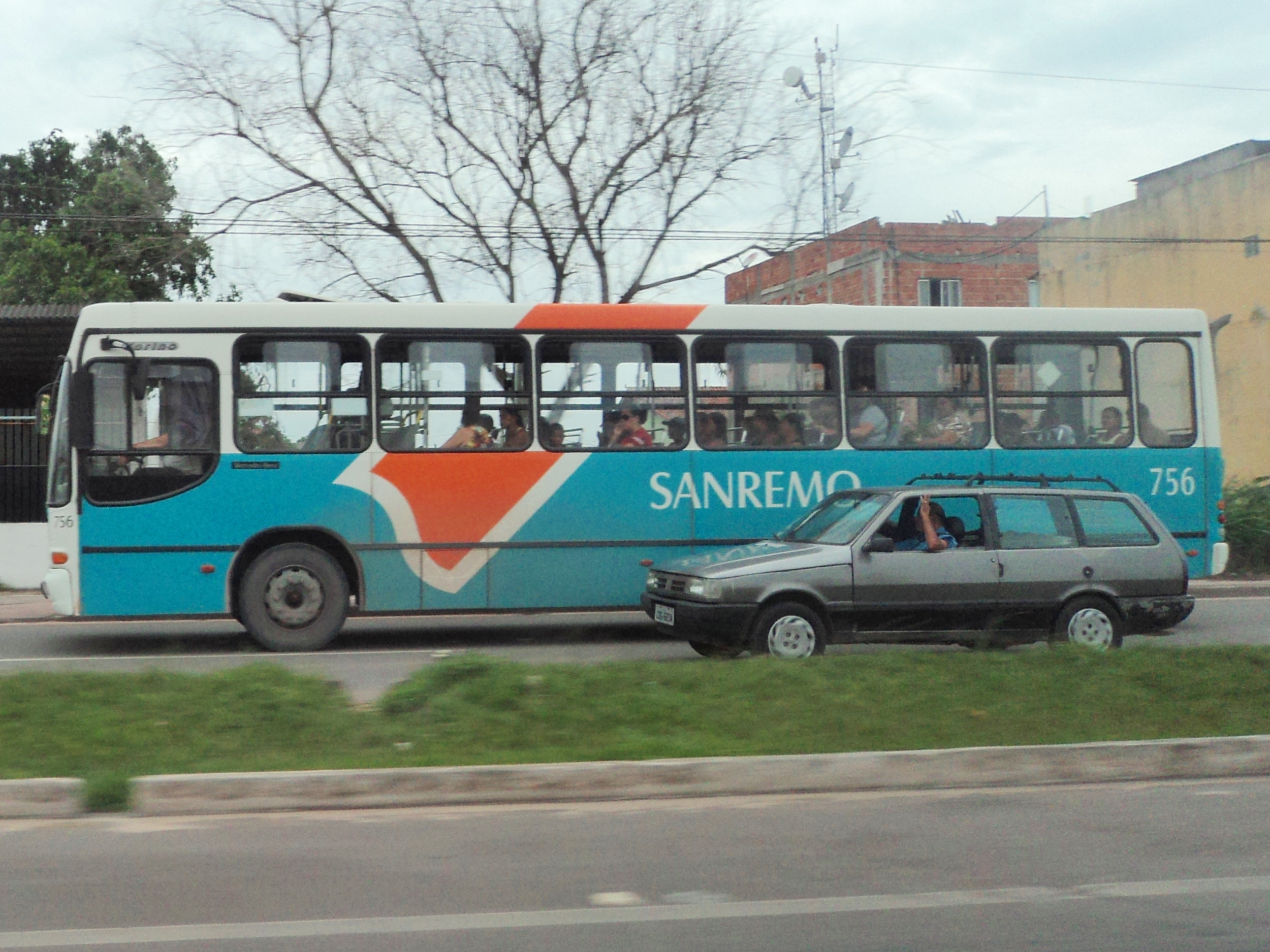
Ônibus da Sanremo em Vila Velha, na região da Ponta da Fruta

A Secretaria Municipal de Transporte e Trânsito é responsável pelo controle e manutenção do trânsito do município, desde a fiscalização das vias públicas e comportamento de motoristas e pedestres até a elaboração de projetos de engenharia de tráfego, pavimentação, construção de obras viárias e gerenciamento de serviços tais como os de táxis, alternativos, ônibus, fretados e escolares. Na cidade, há dois tipos de transporte urbano: o municipal, que é feito pelas empresas Sanremo, que liga os principais bairros do município, e o Sistema Transcol que liga o município a outros cinco municípios da Grande Vitória.
A frota municipal no ano de 2010 era de 157 667 veículos, sendo 99 911 automóveis, 3 853 caminhões, 964 caminhões trator, 9 339 caminhonetes, 5 746 caminhonetas, 701 micro-ônibus, 24 981 motocicletas, 5 305 motonetas, 786 ônibus, 128 tratores de rodas, 1 227 utilitários e 4 726 outros tipos de veículos. As avenidas duplicadas e pavimentadas e diversos semáforos facilitam o trânsito da cidade, mas o crescimento no número de veículos nos últimos dez anos está gerando um tráfego cada vez mais lento de carros, principalmente nas áreas de acesso à Terceira Ponte.
Para reduzir os congestionamentos a prefeitura investiu em projetos tais como a chamada ciclorrede, formando uma espécie de anel cicloviário ao redor da cidade, ligando toda a orla de Vila Velha ao Centro da cidade em mais de 32 km de ciclovias. Isso faz com que o fluxo de ciclistas e pedestres seja menor em algumas das principais avenidas vila-velhenses.

## Cultura
A responsável pelo setor cultural de Vila Velha é a Secretaria de Cultura e Turismo do município, que tem como objetivo promover o turismo na cidade e planejar e executar a política cultural do município por meio da elaboração de programas, projetos e atividades que visem ao desenvolvimento cultural e a inclusão social. A Secretaria de Esportes e Lazer também é responsável por outras áreas (mais específicas) da cultura vila-velhense, tais como atividades de lazer e práticas desportivas. Visa ao apoio e incentivo ao esporte em Vila Velha e à criação e execução de ações dedicadas ao setor.
A instituição da Lei Vila Velha Cultura e Arte (lei 4 573, de 13 de novembro de 2007) fez com que fosse concedido apoio fiscal para a realização de projetos culturais que impliquem na divulgação das manifestações artísticas e culturais na cidade e na afirmação do processo e das estruturas de criação. Segundo a prefeitura, de 2009 a 2012 cerca de 200 projetos foram beneficiados com a Lei, dentre eles o lançamento de livros e CDs, organização de documentários, peças teatrais e filmes, atividades de artesanato e artes plásticas, entre outros.

### Personalidades

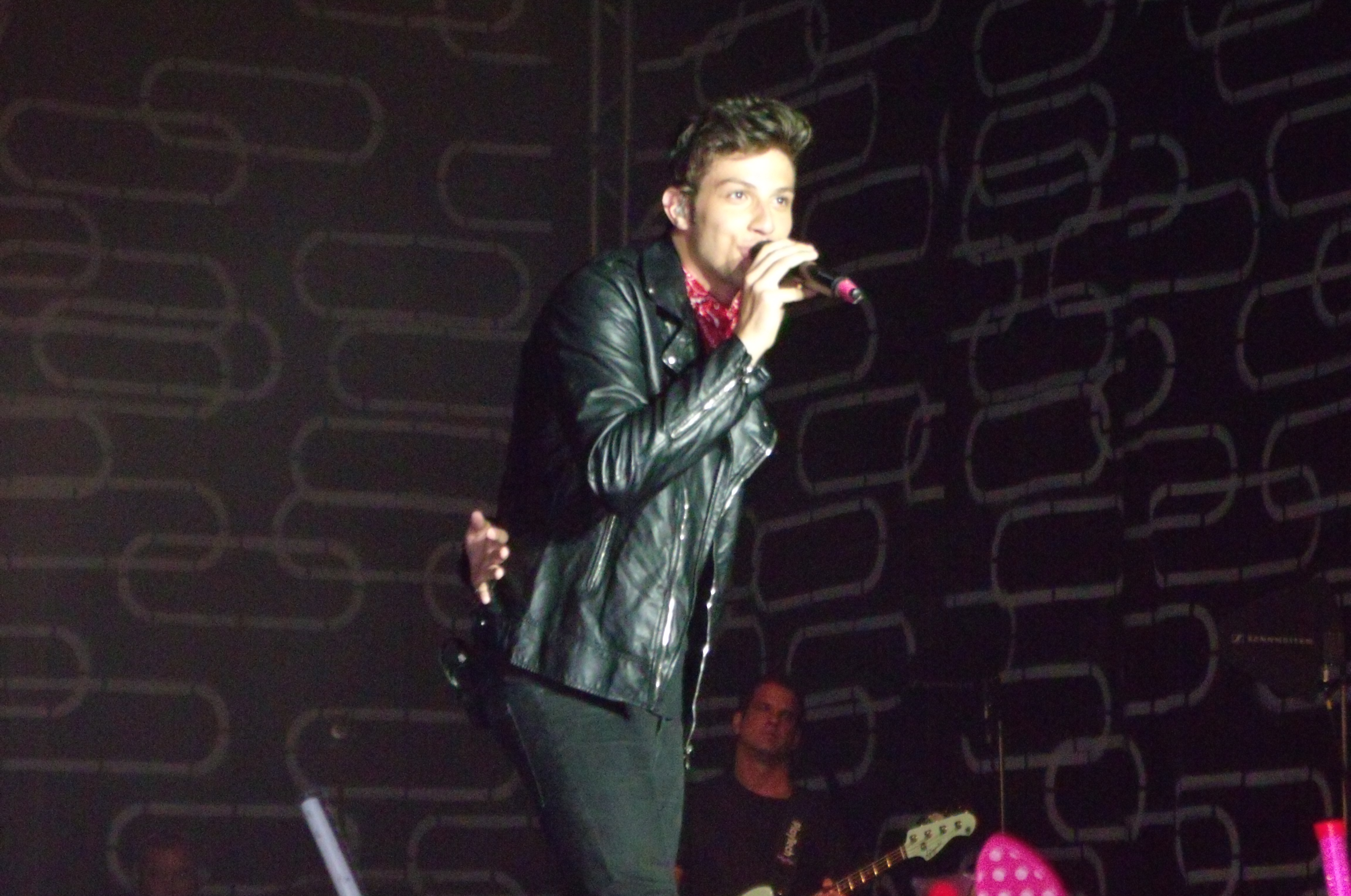
O ator e cantor Chay Suede, que fez parte da banda Rebeldes, é natural de Vila Velha

Vila Velha é terra natal de diversos artistas que têm ou tiveram destaque nacional ou mesmo internacional, tais como a modelo Débora Lyra, eleita Miss Minas Gerais 2010, Miss Brasil 2010 pelo estado de Minas Gerais e Top Model of the World 2009 representando o Brasil; o ator e cantor Chay Suede, um dos seis protagonistas da telenovela Rebelde, que deu origem à banda Rebeldes (a qual também fez parte), tendo recebido diversos prêmios tais como o Capricho Awards 2011 e 2012 e o Prêmio Jovem Brasileiro 2012, atuando atualmente como cantor solo; e a cantora, compositora, apresentadora, atriz e dubladora Jullie.
Algumas bandas notórias também se formaram na cidade. A banda de reggae "Salvação" foi fundada em março de 1996, sendo que seu primeiro álbum, "Altas Ondas Astrais", lançado em janeiro de 1999, obteve mais de 15 mil cópias vendidas. A "Banda Casaca" mistura pop rock, rock e o reggae, tendo se originado na Barra do Jucu. O primeiro CD obteve mais de 55 mil cópias em todo o Brasil. A Mukeka di Rato foi formada em 1995, nos estilos punk rock e hardcore punk, tendo participado de festivais internacionais em países como Japão, Estados Unidos e Suécia, além de conquistar uma edição do prêmio VMB, da MTV Brasil. Os "Macucos", também no estilo reggae, foram formados em 1999, porém começaram a ter maior destaque nacional a partir de 2002, após serem assistidos pelo produtor musical Liminha e este oferecer apoio para assinar contrato com a Sony Music Entertainment. A "Rastaclone" atua desde 1997 nos ritmos reggae e rock. No cenário gospel destaca-se a "Polyphone", no estilo metal alternativo.

### Artes cênicas e eventos

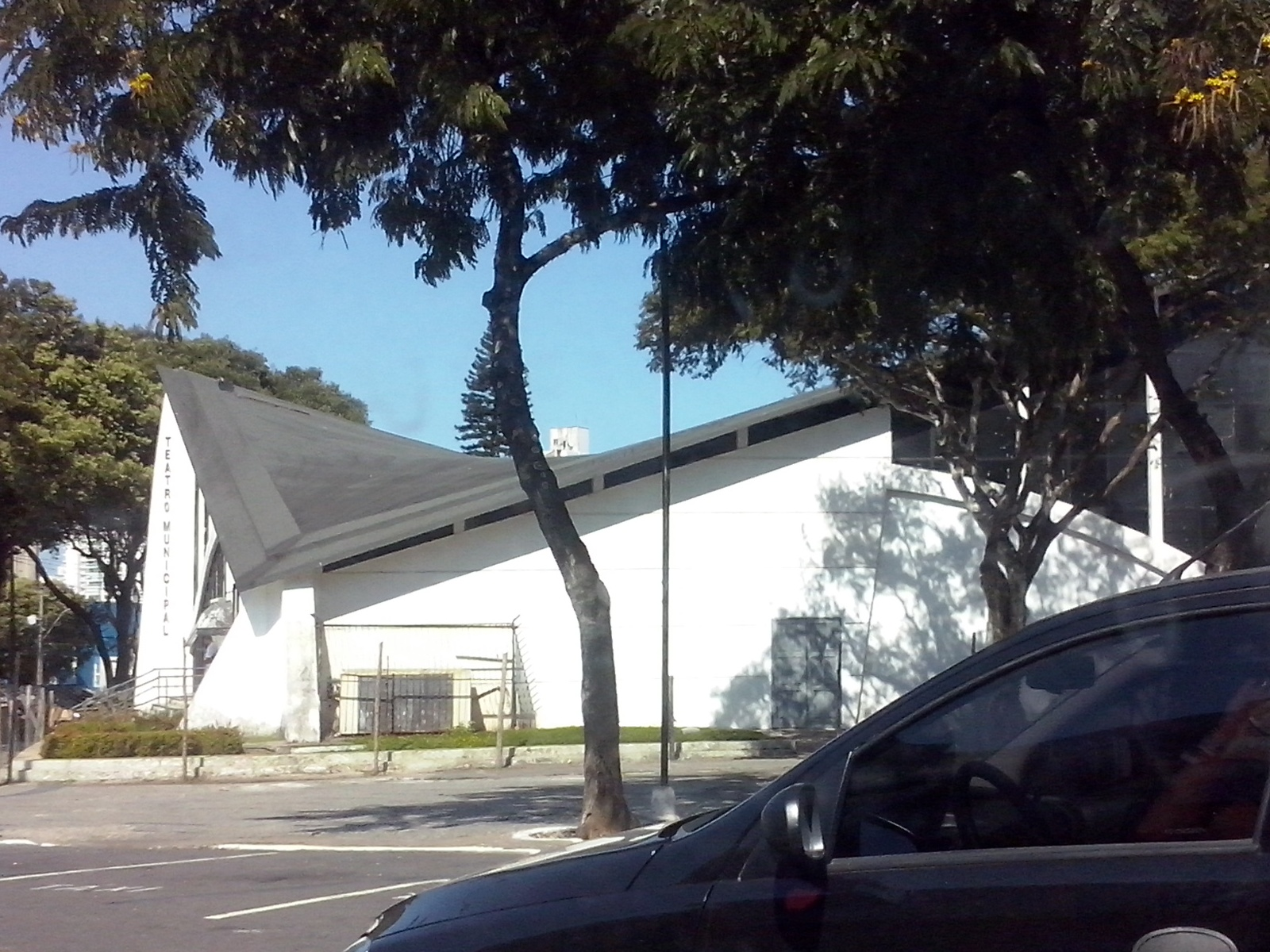
Teatro Municipal de Vila Velha

O teatro está presente no município desde a época da colonização. Há documentos que revelam peças escritas pelos jesuítas no final do século XVI, como a encenação "Na visitação de Santa Izabel" (1597), elaborada pelo padre José de Anchieta. Teatros de rua eram comuns naquela época, voltando a ter bastante popularidade em Vila Velha no decorrer do século XX. Atualmente a cidade conta com vários espaços dedicados à realização de eventos culturais das áreas teatral e musical. O Teatro Municipal Élio Vianna, antiga sede da Prefeitura, projetada em 1960 pelo Arquiteto Élio Vianna, foi transformado em teatro em 1992, hoje tendo capacidade para mais de 300 pessoas, incluindo 10 camarotes. O Teatro do Colégio Marista tem capacidade para 480 pessoas, sendo parte de um complexo esportivo e cultural que conta com ginásio, hall e quadras cobertas.
Também organizam-se diversos festivais teatrais. Um dos principais é o Festival de Teatro Infantil, que ocorre anualmente desde 1999. São realizadas diversas peças infantis encenadas por companhias teatrais de várias partes do Espírito Santo e do Brasil, em que os atores interagem com o público, em sua maioria crianças. Apesar de o foco do festival estar em Vila Velha, alguns espetáculos também ocorrem em Vitória, sendo que a edição de 2011 contou com a participação de 25 926 pessoas e teve 72 sessões de teatro. Há ainda o Festival de Dança, realizado desde 2011 pelo Teatro do Colégio Marista, e a Semana Arte Por Toda Parte, também organizada pelo Teatro Marista desde 2011, com realização de desfiles e espetáculos teatrais, musicais e de dança. O Grupo Experimental de Teatro Amador (Geta), em parceria com a Secretaria Municipal de Cultura, organiza periodicamente projetos de teatro com oficinas de interpretação que são oferecidas gratuitamente à população.
Além dos eventos teatrais, também há: o Carnaval de Vila Velha, com desfiles de várias escolas de samba da cidade e ainda realização de shows; a Festa da Penha, em homenagem a Nossa Senhora da Penha, criada pelo Frei Pedro Palácios e hoje considerada a terceira maior festa religiosa do Brasil em que milhares de católicos e turistas participam das festividades, que envolvem procissões, romarias e shows religiosos nas ruas da cidade e no Convento da Penha; o aniversário da cidade, que é comemorado com shows e desfiles cívicos, e apesar de ser celebrado em 23 de maio, as festividades ocorrem durante uma semana; o Festival do Chocolate, que é organizado desde 2009 e expõe os trabalhos e criações da Chocolates Garoto, sendo que é um dos maiores do ramo no Brasil e em algumas edições chega a atrair mais de 180 mil visitantes com cerca de 800 quilos de chocolate comercializados; o Vila Velha Verão, integrado ao Festival de Bandas Independentes, que é uma série de eventos onde são organizadas oficinas culturais, mostras de artesanato e shows com bandas regionais, a fim de que estas divulguem seus trabalhos; e o Reveillon, quando são realizados shows com artistas regionais ou conhecidos nacionalmente, havendo ainda queima de fogos de artifícios em vários pontos da cidade. No cenário gospel destaca-se o Jesus Vida Verão, com shows de diversos artistas evangélicos, tanto regionais quanto nacionalmente conhecidos, sendo realizado anualmente desde 1992.

### Atrativos

#### Patrimônio histórico e atrativos arquitetônicos

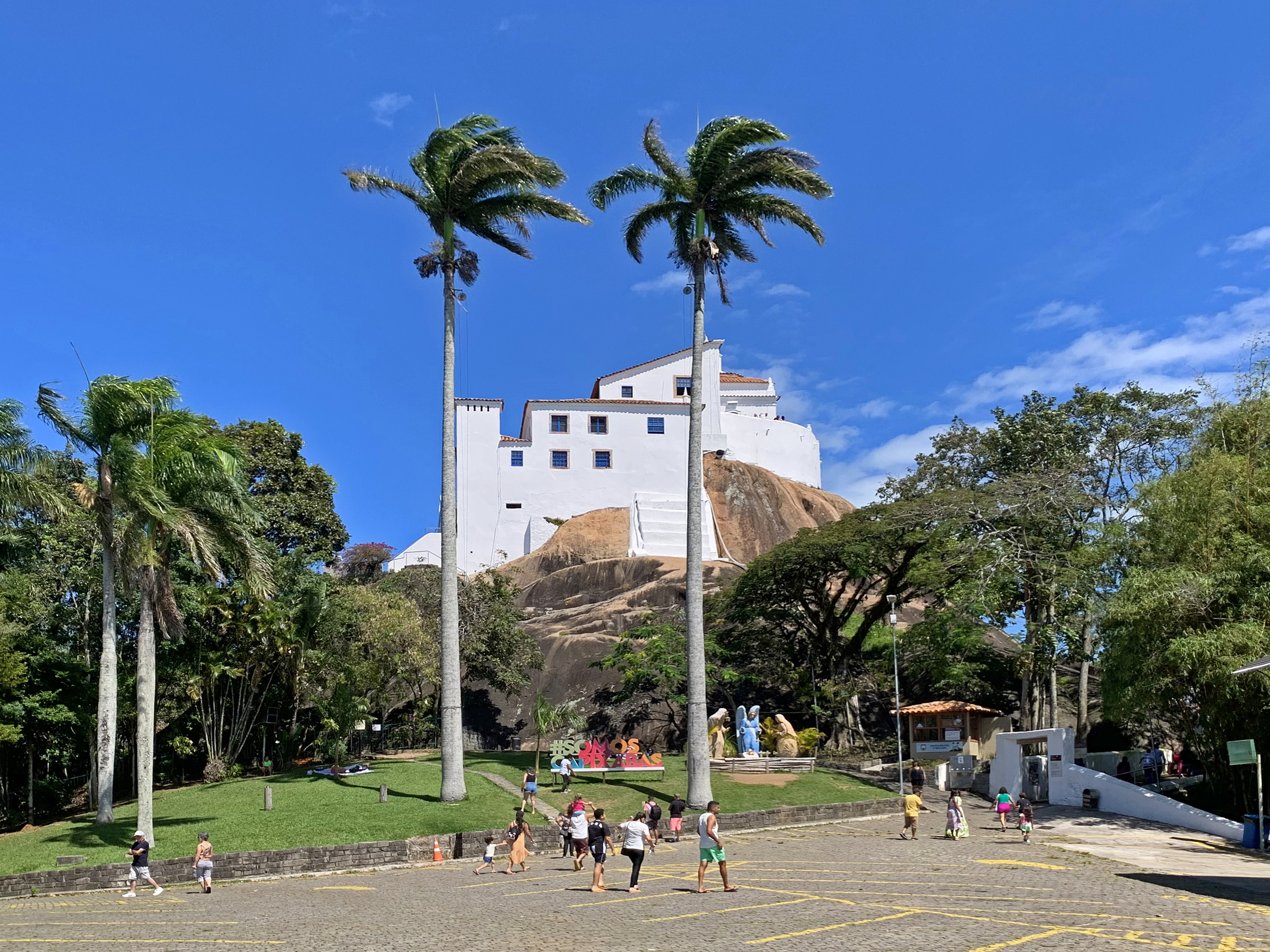
Vista do Convento da Penha a partir de seu estacionamento

Vila Velha conta com uma grande variedade de atrativos com valor arquitetônico e histórico. O principal é o Convento da Penha, que está situado no alto de um penhasco 154 metros de altitude, sendo uma das igrejas mais antigas do Espírito Santo, cujas obras avançavam aos poucos e tiveram início em por volta de 1558, a mando de frei Pedro Palácios. Foi tombado como patrimônio histórico cultural pelo Instituto do Patrimônio Histórico e Artístico Nacional (Iphan) em 1943. Grande parte do interior é revestido com madeira em cedro, sendo entalhado pelo escultor português José Fernandes Pereira entre 1874 e 1879. O altar-mor, atualmente composto por mais de 200 peças feitas de 19 tipos diferentes de mármore, foi construído por volta de 1800, originalmente no estilo rococó, passando por restaurações em 1910 e novamente entre janeiro de 2009 e 17 de dezembro de 2011.
O complexo do convento abrange uma área de 632,226 metros quadrados, havendo uma série de outros monumentos e atrativos, tais como a Gruta do Frei Pedro Palácios, vão formado pela natureza do monte onde fica o Convento, sendo que alguns historiadores afirmam ser a primeira residência do frei Pedro Palácios. Em 1562 construiu uma Capela dedicada a São Francisco de Assis, no local hoje denominado largo do convento (Campinho), e no final do século XX surgiram ainda o Museu e a loja de alimentos e pequenos presentes. Do convento é possível se ter uma visão panorâmica de Vila Velha, Vitória e avistar ao longe o Oceano Atlântico.

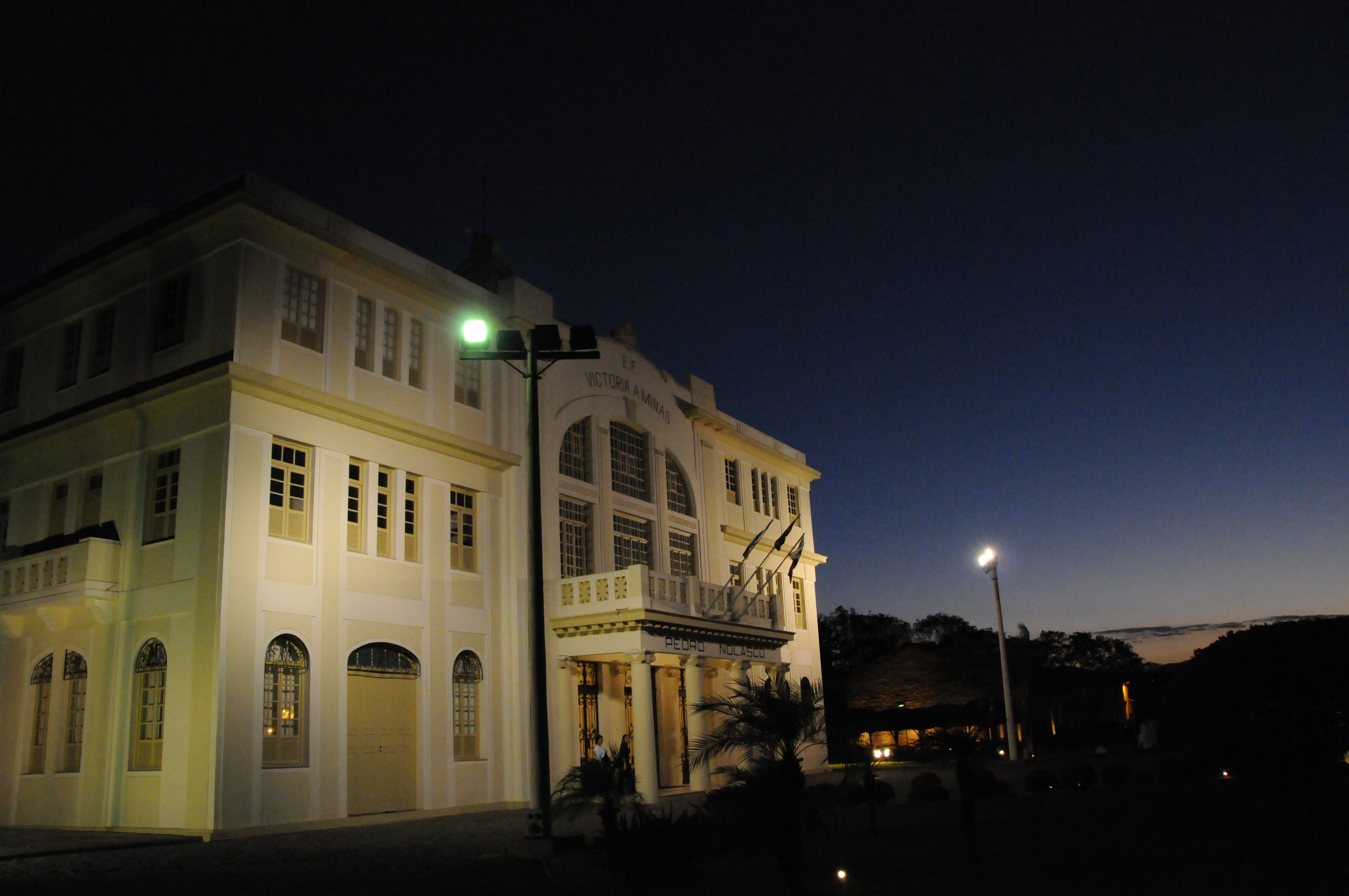
Vista noturna do Museu Vale, instalado no prédio original da Estação Pedro Nolasco.

Além do convento, destacam-se ainda diversos outros atrativos na cidade. O Sítio Histórico da Prainha é um complexo que agrega diversos pontos históricos com novas construções levantadas sobre a região aterrada do município. Ali se encontram o 38º Batalhão de Infantaria, a Escola de Aprendizes-Marinheiros do Espírito Santo, o Forte de São Francisco Xavier de Piratininga, o Museu Homero Massena, a Igreja Nossa Senhora do Rosário, o obelisco a Vasco Fernandes Coutinho, a Praça da Bandeira e o Museu Casa da Memória, que possui documentos valiosos sobre a colonização do município.
O Santuário Divino Espírito Santo foi construído em 1956, por dom José Joaquim Gonçalves, tendo sido inaugurado em 21 de abril de 1967 e sendo hoje considerado um dos maiores do Brasil. A Ponte da Madalena foi construída em 1896 e liga a reserva de Jacarenema à Praia Barra do Jucu. Seu nome é em homenagem à Banda de Congo da Barra do Jucu, que ficou famosa pela música "Madalena do Jucu", de Martinho da Vila. O Museu Vale trata-se da antiga Estação Pedro Nolasco, construída em 1927, reunindo hoje um acervo no qual sobressaem a velha Maria-Fumaça, o vagão de madeira, o trólei, o telégrafo, fotografias, entre outros. O Farol de Santa Luzia foi construído em 1870, estando no final da Praia da Costa. Mede 12 metros de altura, com 9 m² de base. Sua luz, produzida por lâmpada de 3000 watts, atinge 17 milhas marítimas.

#### Praias
Vila Velha conta com mais de 30 quilômetros de litoral, sendo as principais praias do município:

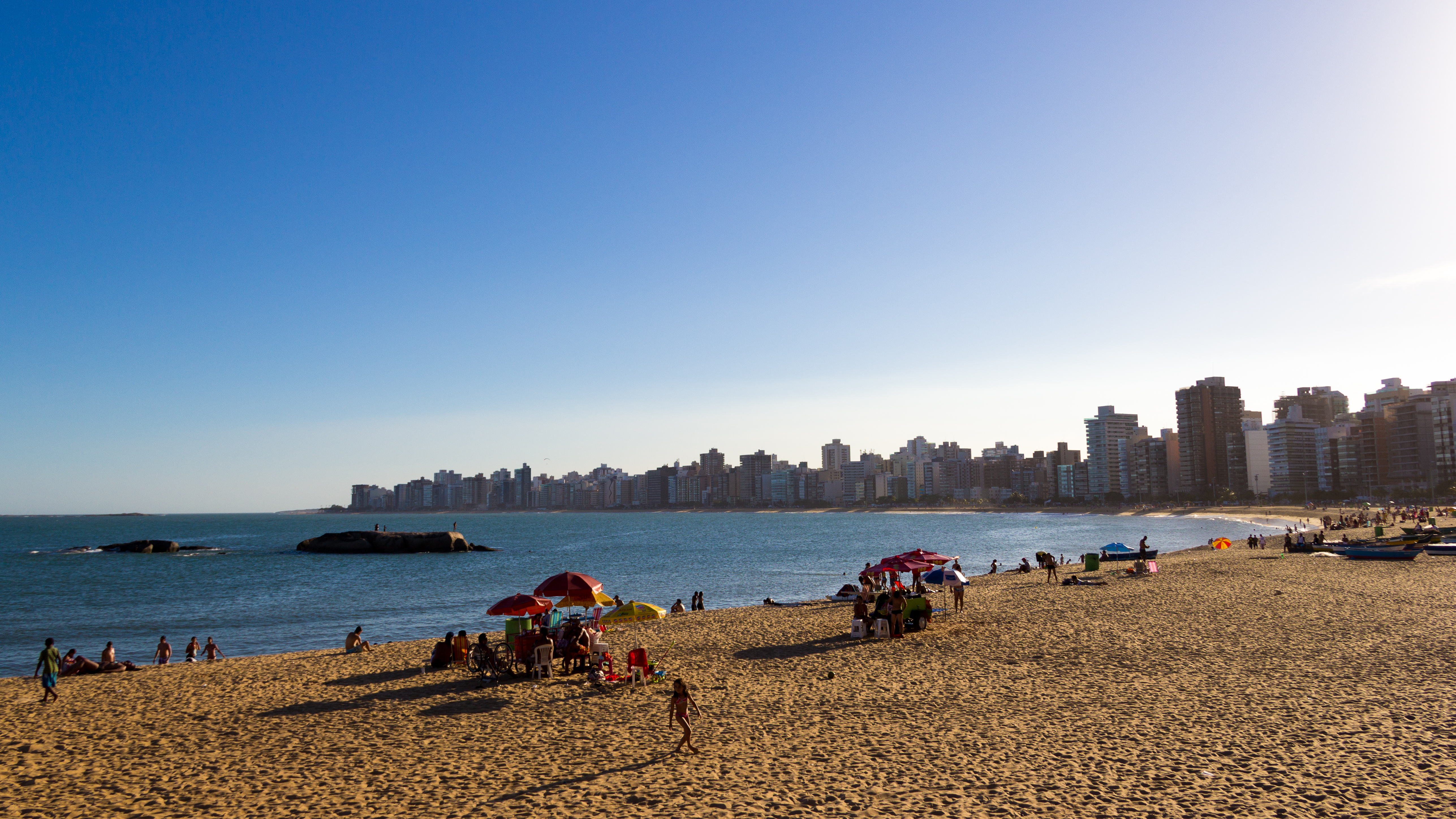
Praia da Costa

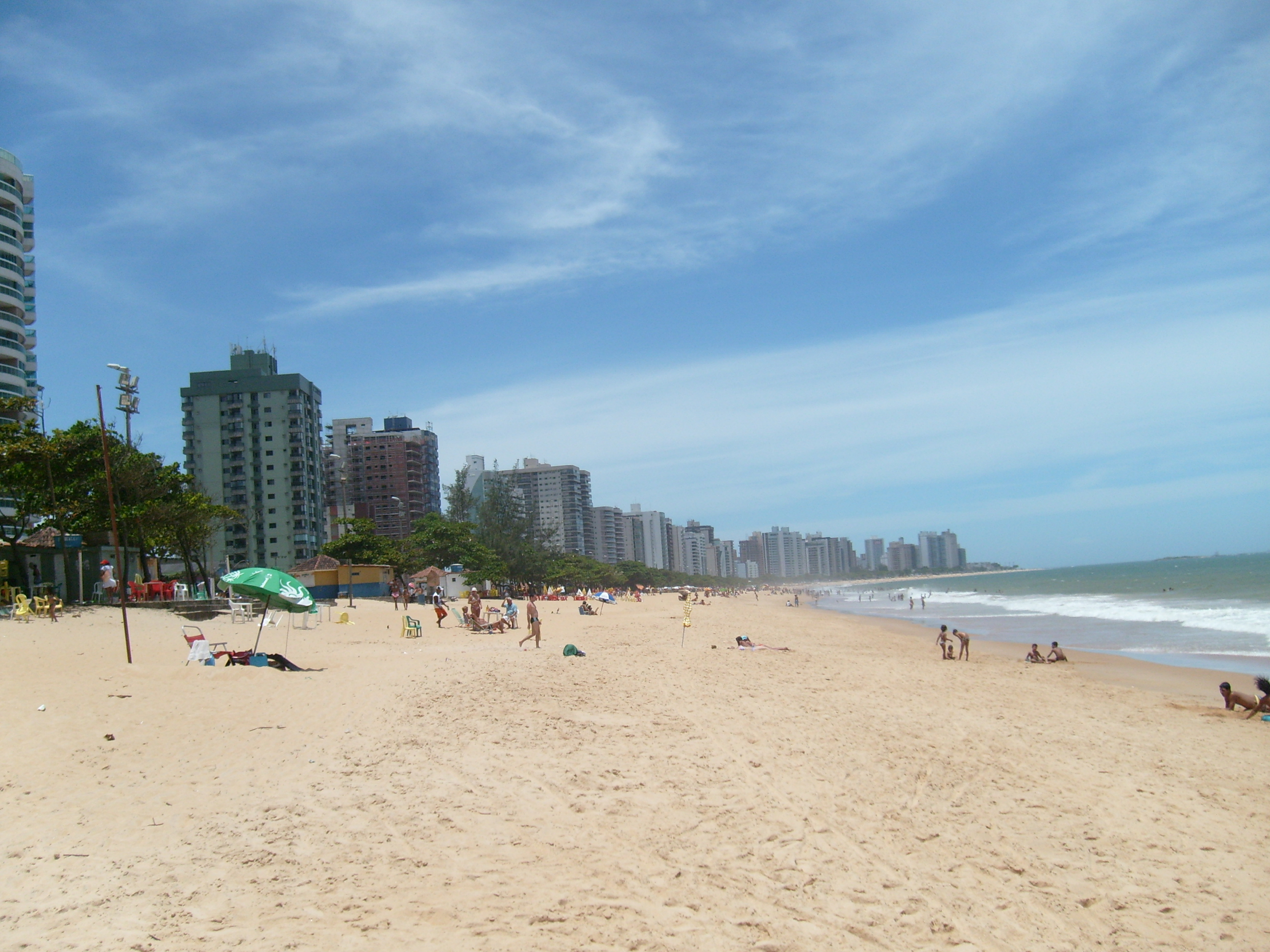
Praia de Itaparica

- Barra do Jucu: É um pequeno balneário localizado a 15 quilômetros do centro vila-velhense. Antiga vila de pescadores, guarda até hoje as características de vila. Fica próxima à foz do Rio Jucu, onde nos fins de tarde a atração é a revoada das garças boiadeiras. Possui inúmeras praias, muito frequentadas por surfistas e adeptos ao esporte. No local acontecem campeonatos de surfe, alguns deles de nível nacional.[169]
- Praia da Barrinha: Situada à margem esquerda da foz do Rio Jucu, a 12 km do centro de Vila Velha. O acesso à praia é feito pela Ponte da Madalena, construída em 1896. Na foz do rio há grande movimento de pescadores.[170]
- Praia da Concha: São 70 metros de areia situados atrás do morro da Concha, também próxima à foz do Jucu. É mais utilizada para mergulho, uma vez que possui pouca formação de ondas.[171]
- Praia da Costa: É considerada como a mais movimentada da cidade e uma das mais conhecidas do Espírito Santo, estando cercada de edifícios de alto padrão e grande quantidade de restaurantes e hotéis. Está a menos de três quilômetros do centro de Vila Velha, e nela está instalado um sistema de iluminação que permite banhos e prática de esportes no período noturno.[172]
- Praia de Itaparica: Vizinha à Praia da Costa, é considerada uma continuação desta, porém com ondas mais propícias à prática do surfe. Também concentra uma maior quantidade de bares e quiosques em seu calçadão.[173]
- Praia de Itapoã: Outra continuação da Praia da Costa, porém com grande monitoramento de maio a setembro, época de reprodução das andorinhas-do-mar de bico amarelo e de bico vermelho, espécies típicas do local. Nela também disponibilizam-se barcos para passeios.[174]
- Praia de Piratininga: Situa-se próxima ao 38º Batalhão de Infantaria do Exército Brasileiro.[175]
- Balneário Ponta da Fruta: Composto por praias, lagoas de água doce e restaurantes, situado próximo à divisa com Guarapari. Surgiu como uma vila de pescadores, hoje havendo predomínio de pousadas e áreas de camping.[176]
- Prainha: Está situada entre o 38º Batalhão de Infantaria e a Escola de Aprendizes-Marinheiros do Espírito Santo, sendo o local onde foi declarada a fundação de Vila Velha, em 1535. Abriga um Terminal Aquaviário muito usado como atracadouro para barcos de pesca.[111]
- Praia do Ribeiro: São 200 metros de areia estão entre o Morro do Moreno e o Farol de Santa Luzia, sendo onde residiu o fidalgo português Vasco Fernandes Coutinho, primeiro donatário da Capitania do Espírito Santo. É utilizada para caminhadas, não sendo recomendado o uso para banhos.[177]

### Esporte

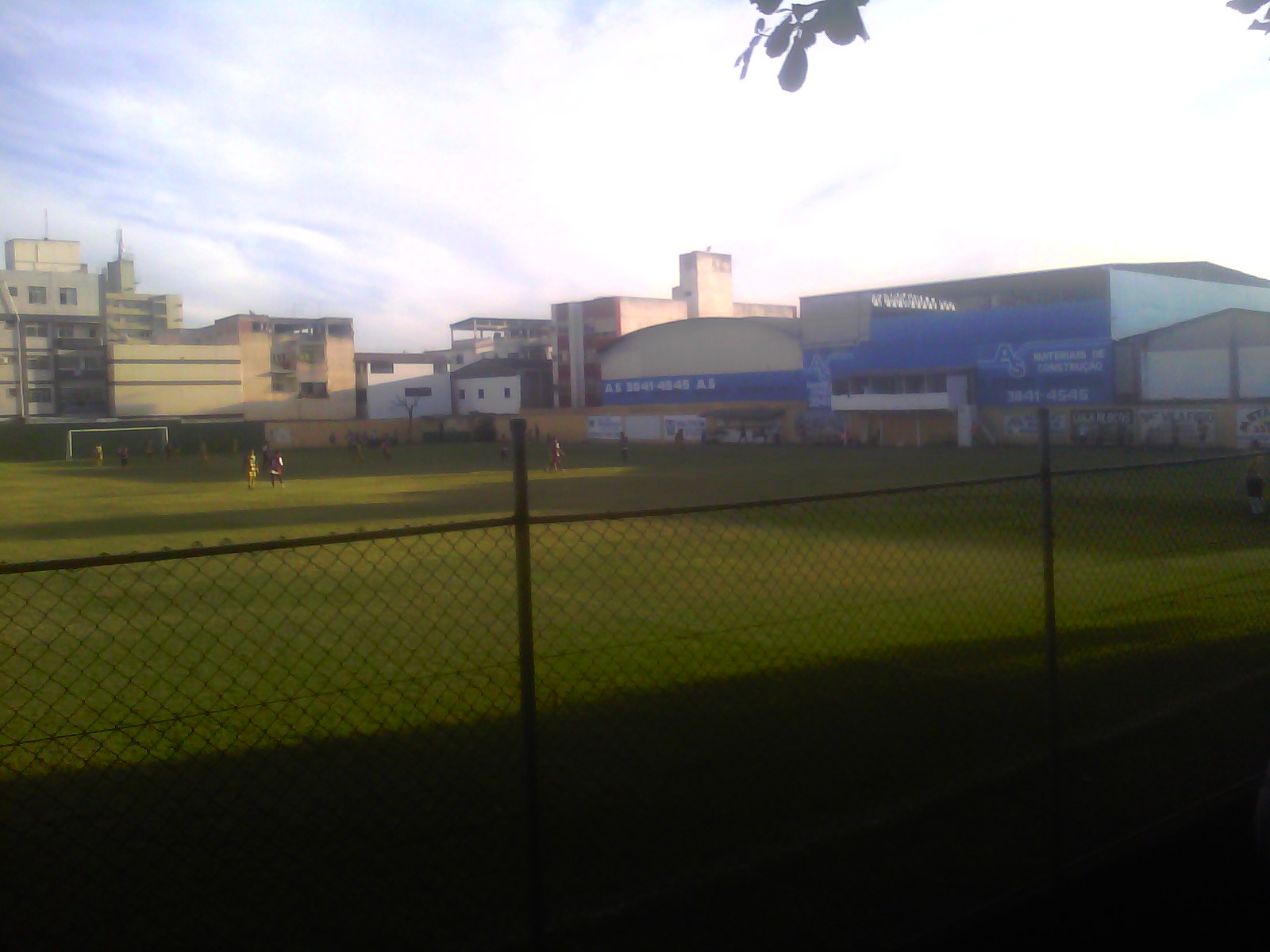
Vista do Estádio Gil Bernardes

A cidade tem diversos clubes esportivos, a maioria com destaque regional ou no máximo a nível estadual. São os principais o Vilavelhense Futebol Clube, fundado em 26 de agosto de 2002; o Esporte Clube Tupy, que é um dos mais antigos do município, tendo sido fundado em outubro de 1938 e tornado-se oficialmente profissional em 1988; e o time de futebol feminino Vila Nova Futebol Clube, que foi fundado em 2007 e em 2010 tornou-se o primeiro campeão do Campeonato Capixaba de Futebol Feminino.
Os principais estádios de futebol da cidade são o Estádio Gil Bernardes da Silveira, casa do Tupy, que foi inaugurado em 1938 e tem capacidade para mais de mil pessoas; o Estádio SESI Araçás, casa do Vilavelhense, que foi construído em 1996 e comporta 1 500 pessoas;[carece de fontes?] e o Estádio do Glória, que já foi utilizado para treinos do Clube de Regatas do Flamengo. Vários bairros da cidade possuem campos de futebol que contam com estrutura razoável, alguns tendo grama sintética, arquibancadas e alambrado.
Além do futebol, Vila Velha conta com vários locais para prática de outras modalidades desportivas. O Centro de Treinamento Arremessando para o Futuro (Vila Velha/Garoto/UVV) é a principal equipe de basquetebol da cidade, fundada em maio de 2000, tendo como casa o Ginásio Municipal João Goulart, com capacidade para até 3 500 pessoas. A Liga Capixaba de Tênis é a instituição que organiza seu próprio circuito de tênis no Espírito Santo e dirige a prática do esporte no estado, tendo sido criada em maio de 2005. Também há equipes e são realizados campeonatos de modalidades como futsal, voleibol, futevôlei, futebol americano, ginástica rítmica e boxe.
Em algumas praias são comuns a prática do surfe, principalmente em Barra do Jucu e na Praia de Itaparica, onde as ondas propiciam a realização de torneios e campeonatos oficiais. Também nas praias ainda destaca-se o vôlei de praia, sendo que em alguns anos a cidade é palco de campeonatos nacionais oficiais. O Aeroclube do Espírito Santo disponibiliza voos para saltos de paraquedas sobre a cidade.

### Feriados
Em Vila Velha, há quatro feriados municipais, definidos pela lei 1.118, de 30 de maio de 1967 (conforme o decreto federal 86, de 27 de dezembro de 1966), oito feriados nacionais e dois estaduais, além dos pontos facultativos. Os feriados municipais são a Sexta-feira da Paixão, em março ou abril; o dia de Nossa Senhora da Penha, celebrado em 8 de abril; o dia do aniversário da cidade, em 23 de maio (também considerado como dia da Colonização do Solo Espírito-santense, feriado estadual); e o dia de Corpus Christi. De acordo com a lei federal nº 9.093, aprovada em 12 de setembro de 1995, os municípios podem ter no máximo quatro feriados municipais com âmbito religioso, já incluída a Sexta-Feira Santa.